# Rosyjski Komitet Olimpijski na Letnich Igrzyskach Olimpijskich 2020
Rosyjski Komitet Olimpijski na Letnich Igrzyskach Olimpijskich 2020 reprezentowało 334 zawodników : 147 mężczyzn i 187 kobiet.

## Zdobyte medale[3]
| Medal  | Zawodnik | Dyscyplina             | Konkurencja                                    | Rezultat                                                                                       | Data       |
| ------ | --- | ---------------------- | ---------------------------------------------- | ---------------------------------------------------------------------------------------------- | ---------- |
| Złoto  | Witalina Bacaraszkina | Strzelectwo            | pistolet pneumatyczny 10 m kobiet              | 240,3 pkt                                                                                      | 25 lipca   |
| Złoto  | Sofija Pozdniakowa | Szermierka             | szabla kobiet indywidualnie                    | W finale pokonała rodaczkę Sofję Wielikę                                                       | 26 lipca   |
| Złoto  | Dienis Ablazin, Dawid Bielawski, Artur Dałałojan, Nikita Nagorny | Gimnastyka sportowa    | wielobój drużynowy mężczyzn                    | 262,500 pkt                                                                                    | 26 lipca   |
| Złoto  | Maksim Chramcow | Taekwondo              | kategoria do 80 kg mężczyzn                    | W finałowej walce pokonał reprezentanta Jordanii Saleh Elsharabaty                             | 26 lipca   |
| Złoto  | Jewgienij Ryłow | Pływanie               | 100 m stylem grzbietowym mężczyzn              | 51,89 s                                                                                        | 27 lipca   |
| Złoto  | Lilija Achaimowa, Wiktorija Listunowa, Angielina Mielnikowa, Władisława Urazowa | Gimnastyka sportowa    | wielobój drużynowy kobiet                      | 169,528 pkt                                                                                    | 27 lipca   |
| Złoto  | Władisław Łarin | Taekwondo              | kategoria powyżej 80 kg mężczyzn               | W finałowej walce pokonał reprezentanta Macedonii Północnej Dejana Georgiewskiego              | 27 lipca   |
| Złoto  | Łarisa Korobiejnikowa, Inna Dierigłazowa, Adelina Zagidullina, Marta Martjanowa | Szermierka             | floret drużynowo kobiet                        | W finale pokonały reprezentację Francji                                                        | 29 lipca   |
| Złoto  | Jewgienij Ryłow | Pływanie               | 200 m stylem grzbietowym mężczyzn              | 1:53,27                                                                                        | 30 lipca   |
| Złoto  | Witalina Bacaraszkina | Strzelectwo            | pistolet sportowy 25 m kobiet                  | 38 + 4                                                                                         | 30 lipca   |
| Złoto  | Sofja Wielika, Sofija Pozdniakowa, Olga Nikitina | Szermierka             | szabla drużynowo kobiet                        | W finale pokonały reprezentację Francji                                                        | 31 lipca   |
| Złoto  | Anastasija Pawluczenkowa, Andriej Rublow | Tenis ziemny           | gra mieszana                                   | W finale pokonali rodaków Wiesnina / Karacew                                                   | 1 sierpnia |
| Złoto  | Musa Jewłojew | Zapasy                 | styl klasyczny kategoria do 97 kg mężczyzn     | W finałowej walce pokonał reprezentanta Armenii Artura Aleksaniana                             | 3 sierpnia |
| Złoto  | Swietłana Kolesniczenko, Swietłana Romaszyna | Pływanie synchroniczne | duety                                          | 195,9079 pkt                                                                                   | 4 sierpnia |
| Złoto  | Albert Batyrgazijew | Boks                   | waga piórkowa mężczyzn                         | W finale pokonał reprezentanta Stanów Zjednoczonych Duka Ragana                                | 5 sierpnia |
| Złoto  | Zawur Ugujew | Zapasy                 | styl wolny kategoria do 57 kg mężczyzn         | W finale pokonał reprezentanta Indii Ravi Kumara                                               | 5 sierpnia |
| Złoto  | Zaurbiek Sidakow | Zapasy                 | styl wolny kategoria do 74 kg mężczyzn         | W finale pokonał reprezentanta Białorusi Magomiedchabiba Kadimagomiedowa                       | 6 sierpnia |
| Złoto  | Włada Czigiriowa, Marina Goladkina, Swietłana Kolesniczenko, Polina Komar, Aleksandra Packiewicz, Swietłana Romaszyna, Ałła Szyszkina, Marija Szuroczkina | Pływanie synchroniczne | drużyny                                        | 196,0979 pkt                                                                                   | 6 sierpnia |
| Złoto  | Abdułraszyd Sadułajew | Zapasy                 | styl wolny kategoria do 97 kg mężczyzn         | W finale pokonał reprezentanta Stanów Zjednoczonych Kyle Snydera                               | 7 sierpnia |
| Złoto  | Marija Łasickiene | Lekkoatletyka          | skok wzwyż kobiet                              | 2,04 m                                                                                         | 7 sierpnia |
| Srebro | Anastasija Gałaszyna | Strzelectwo            | karabin pneumatyczny 10 m kobiet               | 251,1 pkt                                                                                      | 24 lipca   |
| Srebro | Swietłana Gombojewa, Jelena Osipowa, Ksienija Pierowa | Łucznictwo             | turniej drużynowy kobiet                       | W finale uległy repezentantkom Korei Południowej                                               | 25 lipca   |
| Srebro | Inna Dierigłazowa | Szermierka             | floret indywidualnie kobiet                    | W finale uległa reprezentantce Stanów Zjednoczonych Lee Kiefer                                 | 25 lipca   |
| Srebro | Tatiana Minina | Taekwondo              | kategoria do 57 kg kobiet                      | W finale uległa reprezentantce Stanów Zjednoczonych Anastasiję Zolotic                         | 25 lipca   |
| Srebro | Sofja Wielika | Szermierka             | szabla kobiet indywidualnie                    | W finale uległa rodaczce Sofiji Pozdniakowej                                                   | 26 lipca   |
| Srebro | Klimient Kolesnikow | Pływanie               | 100 m stylem grzbietowym mężczyzn              | 52,00 s                                                                                        | 27 lipca   |
| Srebro | Witalina Bacaraszkina, Artiom Czernousow | Strzelectwo            | pistolet pneumatyczny 10 m mikst               | W pojedynku o złoty medal ulegli reprezentantom Chin Jiang Ranxin, Pang Wei 14:16              | 27 lipca   |
| Srebro | Martin Malutin, Iwan Giriew, Jewgienij Ryłow, Michaił Dowgaljuk, Aleksandr Krasnych, Michaił Wiekowiszczew | Pływanie               | sztafeta 4 × 200 m stylem dowolnym mężczyzn    | 7:01,81                                                                                        | 28 lipca   |
| Srebro | Jewgienija Frołkina, Olga Frołkina, Julija Kozik, Anastazja Łogunowa | Koszykówka             | turniej 3 × 3 kobiet                           | W finale uległy reprezentacji Stanów Zjednoczonych                                             | 28 lipca   |
| Srebro | Ilia Karpienkow, Kiriłł Piskłow, Stanisław Szarow, Aleksander Zujew | Koszykówka             | turniej 3 × 3 mężczyzn                         | W finale ulegli reprezentacji Łotwy                                                            | 28 lipca   |
| Srebro | Wasylisa Stiepanowa, Jelena Oriabinska | Wioślarstwo            | dwójka bez sternika                            | 6:51,45                                                                                        | 29 lipca   |
| Srebro | Hanna Prakacień | Wioślarstwo            | jedynka kobiet                                 | 7:17,39                                                                                        | 30 lipca   |
| Srebro | Jelena Osipowa | Łuchnictwo             | kobiety indywidualnie                          | W finale uległa reprezentantce Korei Południowej An San                                        | 30 lipca   |
| Srebro | Pawieł Suchow, Siergiej Bida, Siergiej Chodos, Nikita Głazkow | Szermierka             | szpada drużynowo mężczyzn                      | W finale ulegli reprezentantom Japonii                                                         | 30 lipca   |
| Srebro | Julija Zykowa | Strzelectwo            | karabin małokalibrowy trzy postawy 50 m kobiet | 461,9 pkt                                                                                      | 31 lipca   |
| Srebro | Karen Chaczanow | Tenis ziemny           | gra pojedyncza mężczyzn                        | W finale uległ reprezentantowi Nimiec Alexandera Zvereva                                       | 1 sierpnia |
| Srebro | Anastasija Iljankowa | Gimnastyka sportowa    | ćwiczenia na poręczach kobiet                  | 14,833 pkt                                                                                     | 1 sierpnia |
| Srebro | Kiriłł Borodaczow, Władisław Mylnikow, Anton Borodaczow, Timur Safin | Szermierka             | floret drużynowo mężczyzn                      | W finale ulegli reprezentantom Francji                                                         | 1 sierpnia |
| Srebro | Jelena Wiesnina, Asłan Karacew | Tenis ziemny           | gra mieszana                                   | W finale ulegli rodakom Pawluczenkowa / Rublow                                                 | 1 sierpnia |
| Srebro | Siergiej Kamienski | Strzelectwo            | karabin małokalibrowy 3 pozycje 50 m mężczyzn  | 464,2 pkt                                                                                      | 2 sierpnia |
| Srebro | Dienis Ablazin | Gimnastyka sportowa    | skok mężczyzn                                  | 14,783 pkt                                                                                     | 2 sierpnia |
| Srebro | Anżelika Sidorowa | Lekkoatletyka          | skok o tyczce kobiet                           | 4,85 m                                                                                         | 5 sierpnia |
| Srebro | Muslim Gadżimagomedow | Boks                   | waga ciężka mężczyzn                           | W finale uległ reprezentantowi Kuby Julio César La Cruz                                        | 6 sierpnia |
| Srebro | Wiaczesław Krasilnikow, Oleg Stojanowski | Siatkówka plażowa      | turniej mężczyzn                               | W finale ulegli reprezentantom Norwegii Mol /Sørum 0:2                                         | 7 sierpnia |
| Srebro | Dina Awierina | Gimnastyka artystyczna | wielobój indywidualnie kobiet                  | 107,650 pkt                                                                                    | 7 sierpnia |
| Srebro | Jarosław Podlesnych, Artiom Wolwicz, Dmitrij Wołkow, Iwan Jakowlew, Dienis Bogdan, Pawieł Pankow, Wiktor Poletajew, Maksim Michajłow, Jegor Kluka, Iljas Kurkajew, Igor Kobzar, Walentin Gołubiew                                                                                          | Siatkówka              | turniej mężczyzn                               | W finale ulegli reprezentacji Francji 2:3                                                      | 7 sierpnia |
| Srebro | Anastasija Blizniuk, Anastazja Maksimowa, Angelina Szkatowa, Anastazja Tatariewa, Alisa Tiszczenko | Gimnastyka artystyczna | drużyny kobiet                                 | 90,700 pkt                                                                                     | 8 sierpnia |
| Srebro | Anna Siedojkina, Polina Kuzniecowa, Polina Gorszkowa, Darja Dmitrijewa, Anna Sień, Anna Wiachiriewa, Polina Wiediochina, Władlena Bobrownikowa, Ksenija Makiejewa, Jelena Michajliczenko, Olga Fomina, Jekatierina Ilina, Julija Manaharowa, Antonina Skorobogatczenko, Wiktorija Kalinina | Piłka ręczna           | turniej kobiet                                 | w finale uległy reprezentacji Francji                                                          | 8 sierpnia |
| Brąz   | Michaił Artamonow | Taekwondo              | kategoria do 58 kg mężćzyzn                    | W pojedynku o brązowy medal pokonał reprezentanta Argentyny Lucas Guzmán                       | 24 lipca   |
| Brąz   | Łarisa Korobiejnikowa | Szermierka             | floret indywidualnie kobiet                    | W pojedynku o brązowy medal pokonała reprezentantkę Włoch Alice Volpi                          | 25 lipca   |
| Brąz   | Aleksandr Bondar, Wiktor Minibajew | Skoki do wody          | skoki synchroniczne z wieży 10 m mężczyzn      | 439,92 pkt                                                                                     | 26 lipca   |
| Brąz   | Julija Karimowa, Siergiej Kamienski | Strzelectwo            | karabin pneumatyczny 10 m mikst                | W pojedynku o brązowy medal pokonali reprezentantów Korei Południowej Kwon Eun-ji /Nam Tae-yun | 27 lipca   |
| Brąz   | Madina Tajmazowa | Judo                   | kategoria do 70 kg kobiet                      | W pojedynku o brązowy medal pokonała reprezentankę Chorwacji Barbara Matić                     | 28 lipca   |
| Brąz   | Nikita Nagorny | Gimnastyka sportowa    | wielobój indywidualnie mężćzyzn                | 88,031 pkt                                                                                     | 28 lipca   |
| Brąz   | Klimient Kolesnikow | Pływanie               | 100 m stylem dowolnym mężczyzn                 | 47,44 s                                                                                        | 29 lipca   |
| Brąz   | Nijaz Iljasow | Judo                   | kategoria do 100 kg mężczyzn                   | W pojedynku o brązowy medal pokonał reprezentanta Gruzji Warlama Lipartelianiego               | 29 lipca   |
| Brąz   | Angielina Mielnikowa | Gimnastyka sportowa    | wielobój indywidualnie kobiet                  | 57,199 pkt                                                                                     | 29 lipca   |
| Brąz   | Tamierłan Baszajew | Judo                   | kategoria ponad 100 kg mężczyzn                | W pojedynku o brązowy medal pokonał reprezentanta Ukrainy Jakiwa Chammo                        | 30 lipca   |
| Brąz   | Julija Karimowa | Strzelectwo            | karabin małokalibrowy 3 pozycje 50 m kobiet    | 450,3 pkt                                                                                      | 31 lipca   |
| Brąz   | Imam Chatajew | Boks                   | waga półciężka mężczyzn                        | W półfinale uległ reprezentantowi Wielkiej Brytanii Benjamina Whittakera                       | 1 sierpnia |
| Brąz   | Andriej Zamkowoj | Boks                   | waga półśrednia mężczyzn                       | W półfinale uległ reprezentantowi Kuby Roniela Iglesiasa                                       | 1 sierpnia |
| Brąz   | Darja Szmielowa, Anastasija Wojnowa | Kolarstwo torowe       | sprint drużynowy kobiet                        | W pojedynku o brązowy medal pokonały reprezentantki Holandii Braspennincx, van Riessen         | 2 sierpnia |
| Brąz   | Angielina Mielnikowa | Gimnastyka sportowa    | ćwiczenia wolne kobiet                         | 14,166 pkt                                                                                     | 2 sierpnia |
| Brąz   | Siergiej Jemielin | Zapasy                 | styl klasyczny waga do 60 kg mężczyzn          | W pojedynku o brązowy medal pokonał reprezentanta Mołdawii Victora Ciobanu                     | 2 sierpnia |
| Brąz   | Siergiej Siemionow | Zapasy                 | styl klasyczny waga do 130 kg mężczyzn         | W pojedynku o brązowy medal pokonał reprezentanta Chile Yasmani Acosta                         | 2 sierpnia |
| Brąz   | Nikita Nagorny | Gimnastyka sportowa    | ćwiczenia na drążku mężczyzn                   | 14,533 pkt                                                                                     | 3 sierpnia |
| Brąz   | Gleb Bakszi | Boks                   | waga średnia mężczyzn                          | W półfinale uległ reprezentantowi Brazylii Heberta Conceição                                   | 5 sierpnia |
| Brąz   | Artur Najfonow | Zapasy                 | styl wolny kategoria do 86 kg mężczyzn         | W pojedynku o brązowy medal pokonał reprezentanta Uzbekistanu Żawraiła Szapijewa               |            |
| Brąz   | Ziemfira Magomiedalijewa | Boks                   | waga średnia kobiet                            | W półfinale uległa reprezentantce Chin Li Qian                                                 | 6 sierpnia |
| Brąz   | Gulnaz Chatuncewa, Marija Nowołodska | Kolarstwo              | madison kobiet                                 | 26 pkt                                                                                         | 6 sierpnia |
| Brąz   | Gadżymurad Raszydow | Zapasy                 | styl wolny kategoria do 65 kg mężczyzn         | W pojedynku o brązowy medal pokonał reprezentanta Węgier Ismaiła Musukajewa                    | 7 sierpnia |

## Skład kadry

### Badminton
| Zawodnik                     | Konkurencja        | Faza grupowa                        | Faza grupowa                     | Faza grupowa                     | Pozycja | 1/8              | Ćwierćfinały     | Półfinały        | Finał            | Finał   | Źródło                    |
| Zawodnik                     | Konkurencja        | Przeciwnik Wynik                    | Przeciwnik Wynik                 | Przeciwnik Wynik                 | Pozycja | Przeciwnik Wynik | Przeciwnik Wynik | Przeciwnik Wynik | Przeciwnik Wynik | Pozycja | Źródło                    |
| ---------------------------- | ------------------ | ----------------------------------- | -------------------------------- | -------------------------------- | ------- | ---------------- | ---------------- | ---------------- | ---------------- | ------- | ------------------------- |
| Siergiej Sirant              | gra pojedyncza (m) | Krausz 2:0 (21-18, 21-18)           | Ginting 0:2 (12-21, 10-21)       | N\A                              | 2.      | NQ               | NQ               | NQ               | NQ               | 15.     | [ 4 ] [ 5 ] [ 6 ]         |
| Jewgienija Kosieckaja        | gra pojedyncza (k) | Yvonne Li 2:0 (22-20, 21-15)        | Okuhara 0:2 (6-21, 16-21)        | N\A                              | 2.      | NQ               | NQ               | NQ               | NQ               | 15.     | [ 7 ] [ 5 ] [ 8 ]         |
| Władimir Iwanow Iwan Sozonow | gra podwójna (m)   | Astrup Rasmussen 0:2 (13-21, 14-21) | Endo Watanabe 0:2 (19-21, 19-21) | Olofua Opeyori 2:0 (21-8, 21-10) | 3.      | N/A              | NQ               | NQ               | NQ               | 9.      | [ 9 ] [ 10 ] [ 4 ] [ 11 ] |

### Boks
| Zawodnik                 | Konkurencja               | 1/16             | 1/8               | Ćwierćfinał       | Półfinał         | Finał            | Finał   | Źródło |
| Zawodnik                 | Konkurencja               | Przeciwnik Wynik | Przeciwnik Wynik  | Przeciwnik Wynik  | Przeciwnik Wynik | Przeciwnik Wynik | Miejsce | Źródło |
| ------------------------ | ------------------------- | ---------------- | ----------------- | ----------------- | ---------------- | ---------------- | ------- | ------ |
| Albiert Batyrgazijew     | waga piórkowa mężczyzn    | Bye              | de la Cruz W 5-0  | Tsendbaatar W 3-2 | Álvarez W 3-2    | Ragan W 3-2      | złoto   | [ 12 ] |
| Gabił Mamiedow           | waga lekka mężczyzn       | Durkacz W 5-0    | Colin W 5-0       | Davis P 1-4       | NQ               | NQ               | 5.      | [ 13 ] |
| Andriej Zamkowoj         | waga półśrednia mężczyzn  | Bye              | Zimba W 5-0       | Madiew W 5-0      | Iglesias P 0-5   | NQ               | srebro  | [ 14 ] |
| Gleb Bakši               | waga średnia mężczyzn     | Bye              | Isley W 3-2       | Valsaint W 5-0    | Conceição P 1-4  | NQ               | brąz    | [ 15 ] |
| Imam Chatajew            | waga półciężka mężczyzn   | Assaghir W RSC   | Nurdauletov W 4-1 | Jalidov W KO      | Whittaker P 1-4  | NQ               | brąz    | [ 16 ] |
| Muslim Gadżymagomiedow   | waga ciężka mężczyzn      | Bye              | Benchabla W 5-0   | Abduljabbar W 5-0 | Nyika W 4-1      | La Cruz P 0-5    | srebro  | [ 17 ] |
| Iwan Wieriasow           | waga superciężka mężczyzn | Bye              | Yegnong W 5-0     | Kunkabayev P 1-4  | NQ               | NQ               | 5.      | [ 18 ] |
| Swietłana Sołujanowa     | waga musza kobiet         | Fuchs P 2-3      | NQ                | NQ                | NQ               | NQ               | 17.     | [ 19 ] |
| Ludmiła Woroncowa        | waga piórkowa kobiet      | Testa P 1-       | NQ                | NQ                | NQ               | NQ               | 17.     | [ 20 ] |
| Saadat Dałgatowa         | waga półśrednia kobiet    | Manikon P 1-4    | NQ                | NQ                | NQ               | NQ               | 17.     | [ 21 ] |
| Ziemfira Magomiedalijewa | waga średnia kobiet       | Bye              | Graham W 4-1      | Gramane W 4-1     | Li Qian P 0-5    | NQ               | brąz    | [ 22 ] |

### Gimnastyka
Mężczyźni
| Zawodnik        | Konkurencja        | Kwalifikacje | Kwalifikacje | Kwalifikacje | Kwalifikacje | Kwalifikacje | Kwalifikacje | Kwalifikacje | Finał    | Finał    | Finał    | Finał    | Finał    | Finał    | Finał   | Pozycja | Źródło |
| Zawodnik        | Konkurencja        | Przyrząd     | Przyrząd     | Przyrząd     | Przyrząd     | Przyrząd     | Przyrząd     | Razem        | Przyrząd | Przyrząd | Przyrząd | Przyrząd | Przyrząd | Przyrząd | Razem   | Pozycja | Źródło |
| Zawodnik        | Konkurencja        | F            | PH           | R            | V            | PB           | HB           | Razem        | F        | PH       | R        | V        | PB       | HB       | Razem   | Pozycja | Źródło |
| --------------- | ------------------ | ------------ | ------------ | ------------ | ------------ | ------------ | ------------ | ------------ | -------- | -------- | -------- | -------- | -------- | -------- | ------- | ------- | ------ |
| Dienis Ablazin  | wielobój drużynowy | 14,300       | DNS          | 14,800       | 14,900       | N/A          | N/A          | 44,000       | 13,900   | N/A      | 15,033   | 14,866   | N/A      | N/A      | 43,799  | złoto   | [ 23 ] |
| Dawid Bielawski | wielobój drużynowy | 12,933       | 14,733       | 14,000       | 14,300       | 15,325       | 14,033       | 85,324       | N/A      | 14,841   | N/A      | N/A      | 15,333   | 14,166   | 44,340  | złoto   | [ 24 ] |
| Artur Dałałojan | wielobój drużynowy | 13,700       | 13,800       | 14,500       | 14,658       | 15,233       | 14,066       | 85,957       | 14,066   | 13,833   | 14,666   | 14,933   | 14,600   | 13,933   | 86,031  | złoto   | [ 25 ] |
| Nikita Nagorny  | wielobój drużynowy | 15,066       | 14,366       | 14,333       | 14,700       | 14,966       | 14,466       | 87,897       | 14,666   | 14,466   | 14,700   | 14,966   | 15,166   | 14,366   | 88,333  | złoto   | [ 26 ] |
| Razem           | wielobój drużynowy | 43,066       | 42,899       | 43,633       | 44,258       | 45,524       | 42,565       | 261,945      | 42,632   | 43,100   | 44,399   | 44,765   | 45,099   | 42,465   | 262,500 | złoto   | [ 27 ] |

| Zawodnik           | Konkurencja                 | Kwalifikacje | Kwalifikacje | Kwalifikacje | Kwalifikacje | Kwalifikacje | Kwalifikacje | Kwalifikacje | Kwalifikacje | Finał    | Finał    | Finał    | Finał    | Finał    | Finał    | Finał  | Finał   | Źródło |
| Zawodnik           | Konkurencja                 | Przyrząd     | Przyrząd     | Przyrząd     | Przyrząd     | Przyrząd     | Przyrząd     | Razem        | Pozycja      | Przyrząd | Przyrząd | Przyrząd | Przyrząd | Przyrząd | Przyrząd | Razem  | Pozycja | Źródło |
| Zawodnik           | Konkurencja                 | F            | PH           | R            | V            | PB           | HB           | Razem        | Pozycja      | F        | PH       | R        | V        | PB       | HB       | Razem  | Pozycja | Źródło |
| ------------------ | --------------------------- | ------------ | ------------ | ------------ | ------------ | ------------ | ------------ | ------------ | ------------ | -------- | -------- | -------- | -------- | -------- | -------- | ------ | ------- | ------ |
| Nikita Nagorny     | wielobój indywidualnie      | 15,066       | 14,366       | 14,333       | 14,700       | 14,966       | 14,466       | 87,897       | 2.           | 14,433   | 14,266   | 14,666   | 14,900   | 15,400   | 14,366   | 88,031 | brąz    | [ 26 ] |
| Artur Dałałojan    | wielobój indywidualnie      | 13,700       | 13,800       | 14,500       | 14,658       | 15,233       | 14,066       | 85,957       | 6.           | 14,050   | 13,900   | 14,666   | 14,466   | 15,033   | 14,133   | 86,248 | 6.      | [ 25 ] |
| Dawid Bielawski    | wielobój indywidualnie      | 12,933       | 14,733       | 14,000       | 14,300       | 15,325       | 14,033       | 85,324       | 10.          | NQ       | NQ       | NQ       | NQ       | NQ       | NQ       | NQ     | NQ      | [ 24 ] |
| Aleksandr Karcew   | wielobój indywidualnie      | 13,733       | 13,500       | 13,633       | 14,533       | 14,900       | 12,000       | 82,299       | 29.          | NQ       | NQ       | NQ       | NQ       | NQ       | NQ       | NQ     | 29.     | [ 28 ] |
| Dienis Ablazin     | wielobój indywidualnie      | 14,300       | DNS          | 14,800       | 14,900       | DNS          | DNS          | DNF          | DNF          | DNF      | DNF      | DNF      | DNF      | DNF      | DNF      | DNF    | DNF     | [ 23 ] |
| Władisław Polaszow | wielobój indywidualnie      | 14,366       | DNS          | DNS          | 15,133       | DNS          | DNS          | DNF          | DNF          | DNF      | DNF      | DNF      | DNF      | DNF      | DNF      | DNF    | DNF     | [ 29 ] |
| Nikita Nagorny     | ćwiczenia wolne             | 15,066       | N/A          | N/A          | N/A          | N/A          | N/A          | 15,066       | 2.           | 13,066   | N/A      | N/A      | N/A      | N/A      | N/A      | 13,066 | 7.      | [ 26 ] |
| Dienis Ablazin     | ćwiczenia wolne             | 14,300       | N/A          | N/A          | N/A          | N/A          | N/A          | 14,300       | 18.          | NQ       | NQ       | NQ       | NQ       | NQ       | NQ       | NQ     | 18.     | [ 23 ] |
| Aleksandr Karcew   | ćwiczenia wolne             | 13,733       | N/A          | N/A          | N/A          | N/A          | N/A          | 13,733       | 35.          | NQ       | NQ       | NQ       | NQ       | NQ       | NQ       | NQ     | 35.     | [ 28 ] |
| Artur Dałałojan    | ćwiczenia wolne             | 13,700       | N/A          | N/A          | N/A          | N/A          | N/A          | 13,700       | 37.          | NQ       | NQ       | NQ       | NQ       | NQ       | NQ       | NQ     | 37.     | [ 25 ] |
| Dawid Bielawski    | ćwiczenia wolne             | 12,933       | N/A          | N/A          | N/A          | N/A          | N/A          | 12,933       | 59.          | NQ       | NQ       | NQ       | NQ       | NQ       | NQ       | NQ     | 59.     | [ 24 ] |
| Władisław Polaszow | ćwiczenia wolne             | DNS          | DNS          | DNS          | DNS          | DNS          | DNS          | DNS          | DNS          | DNS      | DNS      | DNS      | DNS      | DNS      | DNS      | DNS    | DNS     | [ 29 ] |
| Dawid Bielawski    | ćwiczenia na poręczach      | N/A          | N/A          | N/A          | N/A          | 15,325       | N/A          | 15,235       | 9.           | N/A      | N/A      | N/A      | N/A      | 15,200   | N/A      | 15,200 | 5.      | [ 24 ] |
| Artur Dałałojan    | ćwiczenia na poręczach      | N/A          | N/A          | N/A          | N/A          | 15,233       | N/A          | 15,233       | 12.          | NQ       | NQ       | NQ       | NQ       | NQ       | NQ       | NQ     | 12.     | [ 25 ] |
| Władisław Polaszow | ćwiczenia na poręczach      | N/A          | N/A          | N/A          | N/A          | 15,133       | N/A          | 15,133       | 15.          | NQ       | NQ       | NQ       | NQ       | NQ       | NQ       | NQ     | 15.     | [ 29 ] |
| Nikita Nagorny     | ćwiczenia na poręczach      | N/A          | N/A          | N/A          | N/A          | 14,966       | N/A          | 14,966       | 19.          | NQ       | NQ       | NQ       | NQ       | NQ       | NQ       | NQ     | 19.     | [ 26 ] |
| Aleksandr Karcew   | ćwiczenia na poręczach      | N/A          | N/A          | N/A          | N/A          | 14,900       | N/A          | 14,900       | 21.          | NQ       | NQ       | NQ       | NQ       | NQ       | NQ       | NQ     | 21.     | [ 28 ] |
| Dienis Ablazin     | ćwiczenia na poręczach      | DNS          | DNS          | DNS          | DNS          | DNS          | DNS          | DNS          | DNS          | DNS      | DNS      | DNS      | DNS      | DNS      | DNS      | DNS    | DNS     | [ 23 ] |
| Nikita Nagorny     | ćwiczenia na drążku         | N/A          | N/A          | N/A          | N/A          | N/A          | 14,466       | 14,466       | 5.           | N/A      | N/A      | N/A      | N/A      | N/A      | 14,533   | 14,533 | brąz    | [ 26 ] |
| Artur Dałałojan    | ćwiczenia na drążku         | N/A          | N/A          | N/A          | N/A          | N/A          | 14,066       | 14,066       | 14.          | NQ       | NQ       | NQ       | NQ       | NQ       | NQ       | NQ     | 14.     | [ 25 ] |
| Dawid Bielawski    | ćwiczenia na drążku         | N/A          | N/A          | N/A          | N/A          | N/A          | 14,033       | 14,033       | 16.          | NQ       | NQ       | NQ       | NQ       | NQ       | NQ       | NQ     | 16.     | [ 24 ] |
| Aleksandr Karcew   | ćwiczenia na drążku         | N/A          | N/A          | N/A          | N/A          | N/A          | 12,000       | 12,000       | 64.          | NQ       | NQ       | NQ       | NQ       | NQ       | NQ       | NQ     | 64.     | [ 28 ] |
| Dienis Ablazin     | ćwiczenia na drążku         | DNS          | DNS          | DNS          | DNS          | DNS          | DNS          | DNS          | DNS          | DNS      | DNS      | DNS      | DNS      | DNS      | DNS      | DNS    | DNS     | [ 23 ] |
| Władisław Polaszow | ćwiczenia na drążku         | DNS          | DNS          | DNS          | DNS          | DNS          | DNS          | DNS          | DNS          | DNS      | DNS      | DNS      | DNS      | DNS      | DNS      | DNS    | DNS     | [ 29 ] |
| Dawid Bielawski    | ćwiczenia na koniu z łękami | N/A          | 14,733       | N/A          | N/A          | N/A          | N/A          | 14,733       | 9.           | N/A      | 14,833   | N/A      | N/A      | N/A      | N/A      | 14,833 | 4.      | [ 24 ] |
| Władisław Polaszow | ćwiczenia na koniu z łękami | N/A          | 14,366       | N/A          | N/A          | N/A          | N/A          | 14,366       | 14.          | NQ       | NQ       | NQ       | NQ       | NQ       | NQ       | NQ     | 14.     | [ 29 ] |
| Nikita Nagorny     | ćwiczenia na koniu z łękami | N/A          | 14,366       | N/A          | N/A          | N/A          | N/A          | 14,366       | 14.          | NQ       | NQ       | NQ       | NQ       | NQ       | NQ       | NQ     | 14.     | [ 26 ] |
| Artur Dałałojan    | ćwiczenia na koniu z łękami | N/A          | 13,800       | N/A          | N/A          | N/A          | N/A          | 13,800       | 26.          | NQ       | NQ       | NQ       | NQ       | NQ       | NQ       | NQ     | 26.     | [ 25 ] |
| Aleksandr Karcew   | ćwiczenia na koniu z łękami | N/A          | 13,500       | N/A          | N/A          | N/A          | N/A          | 13,500       | 34.          | NQ       | NQ       | NQ       | NQ       | NQ       | NQ       | NQ     | 34.     | [ 28 ] |
| Dienis Ablazin     | ćwiczenia na koniu z łękami | DNS          | DNS          | DNS          | DNS          | DNS          | DNS          | DNS          | DNS          | DNS      | DNS      | DNS      | DNS      | DNS      | DNS      | DNS    | DNS     | [ 23 ] |
| Dienis Ablazin     | ćwiczenia na kółkach        | N/A          | N/A          | 14,800       | N/A          | N/A          | N/A          | 14,800       | 7.           | N/A      | N/A      | 14,833   | N/A      | N/A      | N/A      | 14,833 | 6.      | [ 23 ] |
| Artur Dałałojan    | ćwiczenia na kółkach        | N/A          | N/A          | 14,500       | N/A          | N/A          | N/A          | 14,500       | 10.          | NQ       | NQ       | NQ       | NQ       | NQ       | NQ       | NQ     | 10.     | [ 25 ] |
| Nikita Nagorny     | ćwiczenia na kółkach        | N/A          | N/A          | 14,333       | N/A          | N/A          | N/A          | 14,333       | 15.          | NQ       | NQ       | NQ       | NQ       | NQ       | NQ       | NQ     | 15.     | [ 26 ] |
| Dawid Bielawski    | ćwiczenia na kółkach        | N/A          | N/A          | 14,000       | N/A          | N/A          | N/A          | 14,000       | 23.          | NQ       | NQ       | NQ       | NQ       | NQ       | NQ       | NQ     | 23.     | [ 24 ] |
| Aleksandr Karcew   | ćwiczenia na kółkach        | N/A          | N/A          | 13,633       | N/A          | N/A          | N/A          | 13,633       | 34.          | NQ       | NQ       | NQ       | NQ       | NQ       | NQ       | NQ     | 34.     | [ 28 ] |
| Władisław Polaszow | ćwiczenia na kółkach        | DNS          | DNS          | DNS          | DNS          | DNS          | DNS          | DNS          | DNS          | DNS      | DNS      | DNS      | DNS      | DNS      | DNS      | DNS    | DNS     | [ 29 ] |
| Nikita Nagorny     | skok                        | N/A          | N/A          | N/A          | 14,783       | N/A          | N/A          | 14,783       | 3.           | N/A      | N/A      | N/A      | 14,716   | N/A      | N/A      | 14,716 | 5.      | [ 26 ] |
| Dienis Ablazin     | skok                        | N/A          | N/A          | N/A          | 14,733       | N/A          | N/A          | 14,733       | 5.           | N/A      | N/A      | N/A      | 14,783   | N/A      | N/A      | 14,783 | srebro  | [ 23 ] |
| Artur Dałałojan    | skok                        | DNF          | DNF          | DNF          | DNF          | DNF          | DNF          | DNF          | DNF          | DNF      | DNF      | DNF      | DNF      | DNF      | DNF      | DNF    | DNF     | [ 25 ] |

Kobiety
| Zawodniczka          | Konkurencja        | Kwalifikacje | Kwalifikacje | Kwalifikacje | Kwalifikacje | Kwalifikacje | Finał    | Finał    | Finał    | Finał    | Finał   | Pozycja | Źródło |
| Zawodniczka          | Konkurencja        | Przyrząd     | Przyrząd     | Przyrząd     | Przyrząd     | Razem        | Przyrząd | Przyrząd | Przyrząd | Przyrząd | Razem   | Pozycja | Źródło |
| Zawodniczka          | Konkurencja        | V            | UB           | BB           | F            | Razem        | V        | UB       | BB       | F        | Razem   | Pozycja | Źródło |
| -------------------- | ------------------ | ------------ | ------------ | ------------ | ------------ | ------------ | -------- | -------- | -------- | -------- | ------- | ------- | ------ |
| Lilija Achaimowa     | wielobój drużynowy | 14,766       | 12,900       | 12,266       | 13,633       | 53,565       | 14,733   | N/A      | N/A      | N/A      | 14,733  | złoto   | [ 30 ] |
| Wiktorija Listunowa  | wielobój drużynowy | 14,300       | 14,766       | 13,866       | 14,000       | 56,932       | N/A      | 14,900   | 14,333   | 14,166   | 43,399  | złoto   | [ 31 ] |
| Angielina Mielnikowa | wielobój drużynowy | 14,466       | 14,933       | 13,733       | 14,000       | 57,132       | 14,600   | 14,933   | 12,566   | 13,966   | 56,065  | złoto   | [ 32 ] |
| Władisława Urazowa   | wielobój drużynowy | 14,600       | 14,866       | 14,000       | 13,633       | 57,099       | 14,466   | 14,866   | 12,633   | 13,366   | 55,331  | złoto   | [ 33 ] |
| Razem                | wielobój drużynowy | 43,832       | 44,565       | 41,599       | 41,633       | 171,629      | 43,799   | 44,699   | 39,532   | 41,498   | 169,528 | złoto   | [ 34 ] |

| Zawodniczka          | Konkurencja             | Kwalifikacje | Kwalifikacje | Kwalifikacje | Kwalifikacje | Kwalifikacje | Kwalifikacje | Finał     | Finał     | Finał     | Finał     | Finał  | Finał   | Źródło |
| Zawodniczka          | Konkurencja             | Przyrządy    | Przyrządy    | Przyrządy    | Przyrządy    | Razem        | Pozycja      | Przyrządy | Przyrządy | Przyrządy | Przyrządy | Razem  | Pozycja | Źródło |
| Zawodniczka          | Konkurencja             | V            | UB           | BB           | F            | Razem        | Pozycja      | V         | UB        | BB        | F         | Razem  | Pozycja | Źródło |
| -------------------- | ----------------------- | ------------ | ------------ | ------------ | ------------ | ------------ | ------------ | --------- | --------- | --------- | --------- | ------ | ------- | ------ |
| Angielina Mielnikowa | wielobój indywidualnie  | 14,466       | 14,933       | 13,733       | 14,00        | 57,132       | 4.           | 14,633    | 14,900    | 13,700    | 13,966    | 57,199 | brąz    | [ 33 ] |
| Władisława Urazowa   | wielobój indywidualnie  | 14,600       | 14,866       | 14,000       | 13,633       | 57,099       | 5.           | 14,500    | 14,866    | 14,200    | 13,400    | 56,966 | 4.      | [ 32 ] |
| Wiktorija Listunowa  | wielobój indywidualnie  | 14,300       | 14,766       | 13,866       | 14,000       | 56,932       | 6.           | NQ        | NQ        | NQ        | NQ        | NQ     | NQ      | [ 31 ] |
| Lilija Achaimowa     | wielobój indywidualnie  | 14,766       | 12,900       | 12,266       | 13,633       | 53,565       | 28.          | NQ        | NQ        | NQ        | NQ        | NQ     | NQ      | [ 30 ] |
| Jelena Gierasimowa   | wielobój indywidualnie  | 13,466       | 13,233       | 13,766       | 12,333       | 52,798       | 38.          | NQ        | NQ        | NQ        | NQ        | NQ     | 38.     | [ 35 ] |
| Anastasija Iljankowa | wielobój indywidualnie  | DNS          | 14,966       | DNS          | DNS          | DNF          | DNF          | DNF       | DNF       | DNF       | DNF       | DNF    | DNF     | [ 36 ] |
| Anastasija Iljankowa | ćwiczenia na poręczach  | N/A          | 14,966       | N/A          | N/A          | 14,966       | 3.           | N/A       | 14,833    | N/A       | N/A       | 14,833 | srebro  | [ 36 ] |
| Angielina Mielnikowa | ćwiczenia na poręczach  | N/A          | 14,933       | N/A          | N/A          | 14,933       | 4.           | N/A       | 13,066    | N/A       | N/A       | 13,066 | 8.      | [ 32 ] |
| Władisława Urazowa   | ćwiczenia na poręczach  | N/A          | 14,866       | N/A          | N/A          | 14,866       | 5.           | NQ        | NQ        | NQ        | NQ        | NQ     | NQ      | [ 33 ] |
| Wiktorija Listunowa  | ćwiczenia na poręczach  | N/A          | 14,766       | N/A          | N/A          | 14,766       | 6.           | NQ        | NQ        | NQ        | NQ        | NQ     | NQ      | [ 31 ] |
| Jelena Gierasimowa   | ćwiczenia na poręczach  | N/A          | 13,233       | N/A          | N/A          | 13,233       | 40.          | NQ        | NQ        | NQ        | NQ        | NQ     | 40.     | [ 35 ] |
| Lilija Achaimowa     | ćwiczenia na poręczach  | N/A          | 12,900       | N/A          | N/A          | 12,900       | 49.          | NQ        | NQ        | NQ        | NQ        | NQ     | 49.     | [ 30 ] |
| Władisława Urazowa   | ćwiczenia na równoważni | N/A          | N/A          | 14,000       | N/A          | 14,000       | 8.           | N/A       | N/A       | 12,733    | N/A       | 12,733 | 8.      | [ 33 ] |
| Wiktorija Listunowa  | ćwiczenia na równoważni | N/A          | N/A          | 13,866       | N/A          | 13,866       | 13.          | NQ        | NQ        | NQ        | NQ        | NQ     | 13.     | [ 31 ] |
| Jelena Gierasimowa   | ćwiczenia na równoważni | N/A          | N/A          | 13,766       | N/A          | 13,766       | 16.          | NQ        | NQ        | NQ        | NQ        | NQ     | 16.     | [ 35 ] |
| Angielina Mielnikowa | ćwiczenia na równoważni | N/A          | N/A          | 13,733       | N/A          | 13,733       | 17.          | NQ        | NQ        | NQ        | NQ        | NQ     | 17.     | [ 32 ] |
| Lilija Achaimowa     | ćwiczenia na równoważni | N/A          | N/A          | 12,266       | N/A          | 12,266       | 59.          | NQ        | NQ        | NQ        | NQ        | NQ     | 59.     | [ 30 ] |
| Anastasija Iljankowa | ćwiczenia na równoważni | DNS          | DNS          | DNS          | DNS          | DNS          | DNS          | DNS       | DNS       | DNS       | DNS       | DNS    | DNS     | [ 36 ] |
| Wiktorija Listunowa  | ćwiczenia wolne         | N/A          | N/A          | N/A          | 14,000       | 14,000       | 6.           | N/A       | N/A       | N/A       | 12,400    | 12,400 | 8.      | [ 31 ] |
| Angielina Mielnikowa | ćwiczenia wolne         | N/A          | N/A          | N/A          | 14,000       | 14,000       | 7.           | N/A       | N/A       | N/A       | 14,166    | 14,166 | brąz    | [ 32 ] |
| Władisława Urazowa   | ćwiczenia wolne         | N/A          | N/A          | N/A          | 13,633       | 13,633       | 10.          | NQ        | NQ        | NQ        | NQ        | NQ     | 10.     | [ 33 ] |
| Lilija Achaimowa     | ćwiczenia wolne         | N/A          | N/A          | N/A          | 13,633       | 13,633       | 11.          | NQ        | NQ        | NQ        | NQ        | NQ     | 11.     | [ 30 ] |
| Jelena Gierasimowa   | ćwiczenia wolne         | N/A          | N/A          | N/A          | 12,333       | 12,333       | 60.          | NQ        | NQ        | NQ        | NQ        | NQ     | 60.     | [ 35 ] |
| Anastasija Iljankowa | ćwiczenia wolne         | DNS          | DNS          | DNS          | DNS          | DNS          | DNS          | DNS       | DNS       | DNS       | DNS       | DNS    | DNS     | [ 36 ] |
| Lilija Achaimowa     | skoki                   | 14,699       | N/A          | N/A          | N/A          | 14,699       | 7.           | 14,666    | N/A       | N/A       | N/A       | 14,666 | 6.      | [ 30 ] |
| Angielina Mielnikowa | skoki                   | 14,616       | N/A          | N/A          | N/A          | 14,616       | 9.           | 14,683    | N/A       | N/A       | N/A       | 14,683 | 5.      | [ 32 ] |

### Gimnastyka artystyczna
| Zawodniczka    | Konkurencja            | Eliminacje | Eliminacje | Eliminacje | Eliminacje | Eliminacje | Eliminacje | Finał  | Finał  | Finał   | Finał   | Finał   | Pozycja | Źródło |
| Zawodniczka    | Konkurencja            | Obręcz     | Piłka      | Maczugi    | Skakanka   | Razem      | Pozycja    | Obręcz | Piłka  | Maczugi | Wstążka | Razem   | Pozycja | Źródło |
| -------------- | ---------------------- | ---------- | ---------- | ---------- | ---------- | ---------- | ---------- | ------ | ------ | ------- | ------- | ------- | ------- | ------ |
| Dina Awierina  | wielobój indywidualnie | 27,625     | 27,600     | 28,275     | 22,800     | 106,300    | 1.         | 27,200 | 28,300 | 28,150  | 24,000  | 107,650 | srebro  | [ 37 ] |
| Arina Awierina | wielobój indywidualnie | 27,225     | 27,250     | 28,100     | 23,600     | 106,175    | 2.         | 26,850 | 27,900 | 27,800  | 19,550  | 102,100 | 4.      | [ 38 ] |

| Zawodniczki                                                                                      | Konkurencja      | Eliminacje | Eliminacje           | Eliminacje | Eliminacje | Finał   | Finał                | Finał  | Pozycja | Źródło |
| Zawodniczki                                                                                      | Konkurencja      | 5 piłek    | 3 obręcze, 2 maczugi | Razem      | Pozycja    | 5 piłek | 3 obręcze, 2 maczugi | Razem  | Pozycja | Źródło |
| Zawodniczki                                                                                      | Konkurencja      | Wynik      | Wynik                | Wynik      | Wynik      |         |                      |        | Pozycja | Źródło |
| ------------------------------------------------------------------------------------------------ | ---------------- | ---------- | -------------------- | ---------- | ---------- | ------- | -------------------- | ------ | ------- | ------ |
| Anastasija Blizniuk Anastasija Maksimowa Angelina Szkatowa Anastasija Tatariewa Alisa Tiszczenko | zawody drużynowe | 45,750     | 43,300               | 89,050     | 2.         | 46,200  | 44,500               | 90,700 | srebro  | [ 39 ] |

### Skoki na trampolinie
| Zawodnik        | Konkurencja | Eliminacje        | Eliminacje    | Eliminacje | Eliminacje | Eliminacje | Finał    | Finał     | Finał  | Finał  | Finał   | Finał   | Źródło |
| Zawodnik        | Konkurencja | Układ obowiązkowy | Układ dowolny | Kara       | Razem      | Pozycja    | Trudność | Wykonanie | Lot    | Kara   | Łącznie | Pozycja | Źródło |
| Zawodnik        | Konkurencja | Punkty            | Punkty        | Punkty     | Punkty     | Pozycja    | Punkty   | Punkty    | Punkty | Punkty | Punkty  | Pozycja | Źródło |
| --------------- | ----------- | ----------------- | ------------- | ---------- | ---------- | ---------- | -------- | --------- | ------ | ------ | ------- | ------- | ------ |
| Andriej Judin   | mężczyźni   | 51,770            | 59,475        |            | 111,245    | 7.         | 17,800   | 15,200    | 16,735 |        | 58,235  | 6.      | [ 40 ] |
| Dmitrij Uszakow | mężczyźni   | 49,795            | 59,690        |            | 109,485    | 8.         | 17,100   | 16,500    | 17,100 |        | 59,600  | 5.      | [ 40 ] |
| Susana Koczesok | kobiety     | 47,870            | 54,880        |            | 102,790    | 6.         | 14,400   | 15,300    | 9,000  | 15,590 | 54,290  | 7.      | [ 41 ] |
| Jana Lebiediewa | kobiety     | 48,615            | 23,190        |            | 71,805     | 11.        | NQ       | NQ        | NQ     | NQ     | NQ      | 11.     | [ 41 ] |

### Jeździectwo
Ujeżdżenie
| Zawodnik                                                   | Koń                      | Konkurencja                      | Grand Prix | Grand Prix | Grand Prix Special | Grand Prix Special | Finał | Finał | Źródło               |
| Zawodnik                                                   | Koń                      | Konkurencja                      | Wynik      | Poz.       | Wynik              | Poz.               | Wynik | Poz.  | Źródło               |
| ---------------------------------------------------------- | ------------------------ | -------------------------------- | ---------- | ---------- | ------------------ | ------------------ | ----- | ----- | -------------------- |
| Iniessa Mierkułowa                                         | Ujeżdżenie indywidualnie | Mister X                         | 69,457     | 31.        | NQ                 | NQ                 | NQ    | NQ    | [ 42 ] [ 43 ] [ 44 ] |
| Aleksandra Maksakowa                                       | Ujeżdżenie indywidualnie | Bojengles                        | 63,898     | 53.        | NQ                 | NQ                 | NQ    | NQ    | [ 42 ] [ 43 ] [ 44 ] |
| Tatjana Kostierina                                         | Ujeżdżenie indywidualnie | Diavolessa Va                    | 63,866     | 54.        | NQ                 | NQ                 | NQ    | NQ    | [ 42 ] [ 43 ] [ 44 ] |
| Iniessa Mierkułowa Aleksandra Maksakowa Tatjana Kostierina | ujeżdżenie drużynowe     | Mister X Bojengles Diavolessa Va | 6350,5     | 12.        | N/A                | N/A                | NQ    | NQ    | [ 45 ]               |

WKKW
| Zawodnik          | Konkurencja   | Koń           | Ujeżdżenie | Cross country | Skoki (runda kwalifikacyjna) | Razem  | Skoki (runda finałowa) | Finał | Pozycja | Źródło |
| ----------------- | ------------- | ------------- | ---------- | ------------- | ---------------------------- | ------ | ---------------------- | ----- | ------- | ------ |
| Andriej Mitin     | indywidualnie | Gurza         | 36,10      | 30,00         | 26,00                        | 92,10  | NQ                     | NQ    | 38.     | [ 46 ] |
| Michaił Nastienko | indywidualnie | MP Imagine If | 43,00      | 76,40         | 14,40                        | 133,80 | NQ                     | NQ    | 43.     | [ 46 ] |

### Judo
| Zawodnik | Konkurencja | 1/16                | 1/8                    | Ćwierćfinał             | Półfinał            | Repasaże         | Finał / 3.miejsce    | Finał / 3.miejsce | Źródła |
| Zawodnik | Konkurencja | Przeciwnik Wynik    | Przeciwnik Wynik       | Przeciwnik Wynik        | Przeciwnik Wynik    | Przeciwnik Wynik | Przeciwnik Wynik     | Pozycja           | Źródła |
| --- | ----------- | ------------------- | ---------------------- | ----------------------- | ------------------- | ---------------- | -------------------- | ----------------- | ------ |
| Robert Mszwidobadze | -60 kg (m)  | Bye                 | Tsjakadoea P 00-01     | NQ                      | NQ                  | NQ               | NQ                   | 9.                | [ 47 ] |
| Jakub Szamiłow | -66 kg (m)  | Seidl W 10-00       | Margwelaszwili P 00-01 | NQ                      | NQ                  | NQ               | NQ                   | 9.                | [ 48 ] |
| Musa Moguszkow | -73 kg (m)  | Orucov P 00-01      | NQ                     | NQ                      | NQ                  | NQ               | NQ                   | 17.               | [ 49 ] |
| Ałan Chubiecow | -81 kg (m)  | Zoloev W 10-00      | Valois-Fortier W 01-00 | Casse P 00-10           | NQ                  | Ressel P 00-10   | NQ                   | 7.                | [ 50 ] |
| Michaił Igolnikow | -90 kg (m)  | Dossou Yovo W 10-00 | Mehdiyev W 01-00       | Sherazadishvili W 10-00 | Bekauri P 00-01     | N/A              | Tóth P 00-01         | 5.                | [ 51 ] |
| Nijaz Iljasow | -100 kg (m) | Bye                 | Cirjenics W 10-00      | Fonseca P 00-01         | NQ                  | Frey W 01-00     | Liparteliani W 01-00 | brąz              | [ 52 ] |
| Tamierłan Baszajew | +100 kg (m) | Bye                 | Ndiaye W 10-00         | Riner W 01-00           | Tusziszwili P 01-11 | N/A              | Chammo W 10-00       | brąz              | [ 53 ] |
| Irina Dołgowa | -48 kg (k)  | Bhatta W 10-00      | Lin Chen-hao P 00-01   | NQ                      | NQ                  | NQ               | NQ                   | 9.                | [ 54 ] |
| Natalja Kuziutina | -52 kg (k)  | Jiménez W 10-00     | Park Da-sol P 00-01    | NQ                      | NQ                  | NQ               | NQ                   | 9.                | [ 55 ] |
| Darja Mieżecka | -57 kg (k)  | Lu Tongjuan P 01-10 | NQ                     | NQ                      | NQ                  | NQ               | NQ                   | 17.               | [ 56 ] |
| Darja Dawydowa | -63 kg (k)  | Barrios P 10-00     | NQ                     | NQ                      | NQ                  | NQ               | NQ                   | 17.               | [ 57 ] |
| Madina Tajmazowa | -70 kg (k)  | Bernabéu W 01-00    | Portela W 10-00        | Teltsidu W 10-00        | Arai P 00-10        | N/A              | Matić W 01-00        | brąz              | [ 58 ] |
| Aleksandra Babincewa | -78 kg (k)  | Branser W 10-01     | Kuka W 01-00           | Hamada P 00-11          | NQ                  | Aguiar P 00-10   | NQ                   | 7.                | [ 59 ] |
| Robert Mszwidobadze Jakub Szamiłow Musa Moguszkow Ałan Chubiecow Michaił Igolnikow Nijaz Iljasow Tamierłan Baszajew Irina Dołgowa Natalja Kuziutina Darja Mieżecka Darja Dawydowa Madina Tajmazowa Aleksandra Babincewa | drużynowo   | N/A                 | Bye                    | Mongolia · W 4-2        | Japonia · P 0-4     | N/A              | Izrael · P 1-4       | 5.                | [ 60 ] |

### Kajakarstwo
| Zawodnik                                                                       | Konkurencja    | Eliminacje | Eliminacje | Ćwierćfinały | Ćwierćfinały | Półfinały | Półfinały | Finał A/B | Finał A/B  | Pozycja | Źródło |
| Zawodnik                                                                       | Konkurencja    | Czas       | Pozycja    | Czas         | Pozycja      | Czas      | Pozycja   | Czas      | Pozycja    | Pozycja | Źródło |
| ------------------------------------------------------------------------------ | -------------- | ---------- | ---------- | ------------ | ------------ | --------- | --------- | --------- | ---------- | ------- | ------ |
| Jewgienij Łukancow                                                             | K-1 200 m (m)  | 35,157     | 3.         | 35,184       | 2.           | 36,036    | 5.        | 36,369    | 4. Finał B | 12.     | [ 61 ] |
| Oleg Gusiew                                                                    | K-1 200 m (m)  | 35,928     | 3.         | 35,581       | 3.           | NQ        | NQ        | NQ        | NQ         | NQ      | [ 61 ] |
| Maksim Spiesiwcew                                                              | K-1 1000 m (m) | 3:42,888   | 4.         | 3:44,136     | 1.           | 3:27,372  | 7.        | 3:27,190  | 5. Finał B | 13.     | [ 61 ] |
| Roman Anoszkin                                                                 | K-1 1000 m (m) | 3:50,580   | 6.         | 3:46,576     | 3.           | NQ        | NQ        | NQ        | NQ         | NQ      | [ 61 ] |
| Maksim Spiesiwcew Roman Anoszkin                                               | K-2 1000 m (m) | 3:20,610   | 3.         | 3:14,045     | 4.           | N/A       | N/A       | 3:19,680  | 1. Finał B | 9.      | [ 61 ] |
| Artiom Kuzachmietow Aleksandr Siergiejew Roman Anoszkin Maksim Spiesiwcew      | K-4 500 m (m)  | 1:30,763   | 4.         | 1:25,564     | 6.           | 1:24,340  | 4.        | 1:23,654  | 4. Finał A | 4.      | [ 61 ] |
| Wiktor Miełantjew                                                              | C-1 1000 m (m) | 4:14,004   | 5.         | 4:11,095     | 3.           | NQ        | NQ        | NQ        | NQ         | NQ      | [ 61 ] |
| Władisław Czebotar                                                             | C-1 1000 m (m) | 4:28,951   | 3.         | 4:18,517     | 4.           | NQ        | NQ        | NQ        | NQ         | NQ      | [ 61 ] |
| Wiktor Miełantjew Władisław Czebotar                                           | C-2 1000 m (m) | 4:00,218   | 4.         | 4:09,956     | 5.           | N/A       | N/A       | 3:30,406  | 1. Finał B | 9.      | [ 61 ] |
| Natalja Podolskaja                                                             | K-1 200 m (k)  | 42,845     | 4.         | 43,212       | 5.           | NQ        | NQ        | NQ        | NQ         | NQ      | [ 61 ] |
| Swietłana Czernigowskaja                                                       | K-1 200 m (k)  | 41,540     | 2.         | NQ           | NQ           | 40,433    | 7.        | 39,977    | 2. Finał B | 11.     | [ 61 ] |
| Swietłana Czernigowskaja                                                       | K-1 500 m (k)  | 1:52,311   | 5.         | 1:49,323     | 1.           | 1:56,066  | 8.        | NQ        | NQ         | NQ      | [ 61 ] |
| Kira Stiepanowa                                                                | K-1 500 m (k)  | 1:55,180   | 4.         | 1:52,190     | 4.           | NQ        | NQ        | NQ        | NQ         | NQ      | [ 61 ] |
| Warwara Baranowa Kira Stiepanowa                                               | K-2 500 m (k)  | 1:47,874   | 2.         | N/A          | N/A          | 1:42,069  | 7.        | 1:44,054  | 7. Finał B | 15.     | [ 61 ] |
| Natalja Podolskaja Anastasija Dołgowa Kira Stiepanowa Swietłana Czernigowskaja | K-4 500 m (k)  | 1:39,166   | 6.         | 1:38,372     | 7.           | N/A       | N/A       | 1:40,951  | 4. Finał B | 12.     | [ 61 ] |
| Irina Andriejewa                                                               | C-1 200 m (k)  | 48,192     | 5.         | 46,637       | 2.           | 49,147    | 7.        | 48,930    | 7. Finał B | 15.     | [ 61 ] |
| Olesia Romasienko                                                              | C-1 200 m (k)  | 46,126     | 2.         | N/A          | N/A          | 47,368    | 2.        | 47,777    | 7. Finał A | 7.      | [ 61 ] |
| Irina Andriejewa Olesia Romasienko                                             | C-2 500 m (k)  | 2:05,604   | 5.         | 2:04,703     | 3.           | 2:04,968  | 4.        | 2:04,875  | 8. Finał A | 8.      | [ 61 ] |

### Kajakarstwo górskie
| Zawodnik      | Konkurencja | Eliminacje | Eliminacje | Eliminacje | Eliminacje | Eliminacje | Eliminacje | Półfinały | Półfinały | Finał | Finał   | Pozycja | Źródło |
| Zawodnik      | Konkurencja | P 1        | M.         | P 2        | M.         | Razem      | M.         | Czas      | Miejsce   | Czas  | Miejsce | Pozycja | Źródło |
| ------------- | ----------- | ---------- | ---------- | ---------- | ---------- | ---------- | ---------- | --------- | --------- | ----- | ------- | ------- | ------ |
| Pawieł Ejgiel | K-1 (m)     | 96,53      | 12.        | 92,82      | 9.         | 92,82      | 9.         | 151,41    | 20.       | NQ    | NQ      | 20.     | [ 62 ] |
| Pawieł Ejgiel | C-1 (m)     | 119,60     | 15.        | DNS        | DNS        | 119,60     | 18.        | 119,60    | 18        | NQ    | NQ      | 18.     | [ 62 ] |
| Ałsu Minazowa | K-1 (k)     | 120,60     | 18.        | 115,39     | 18.        | 115,39     | 20.        | 120,66    | 17.       | NQ    | NQ      | 17.     | [ 62 ] |
| Ałsu Minazowa | C-1 (k)     | 176,02     | 22.        | 118,45     | 12.        | 118,45     | 14.        | 135,80    | 14.       | NQ    | NQ      | 14.     | [ 62 ] |

### Kolarstwo

#### Kolarstwo szosowe
| Zawodnik         | Konkurencja                    | Czas     | Pozycja | Źródło |
| ---------------- | ------------------------------ | -------- | ------- | ------ |
| Pawieł Siwakow   | wyścig ze startu wspólnego (m) | 6:13:17  | 32.     | [ 63 ] |
| Ilnur Zakarin    | wyścig ze startu wspólnego (m) | DNF      | DNF     | [ 63 ] |
| Aleksandr Własow | wyścig ze startu wspólnego (m) | 6:16:53  | 59.     | [ 63 ] |
| Aleksandr Własow | jazda indywidualna na czas (m) | 58:55,40 | 20.     | [ 63 ] |
| Tamara Dronowa   | wyścig ze startu wspólnego (k) | 4:01:08  | 39.     | [ 64 ] |

#### Kolarstwo torowe
Sprint
| Zawodnik                                            | Konkurencja       | Kwalifikacje  | Kwalifikacje    | Runda 1          | Repasaże 1 Runda         | Runda 2         | Repasaże 2 Runda | Runda 3          | Repasaże 3 Runda   | Ćwierćfinały    | Półfinały          | Finał             | Finał   | Źródło |
| Zawodnik                                            | Konkurencja       | Czas Prędkość | Przeciwnik Czas | Pozycja          | Przeciwnik Czas          | Przeciwnik Czas | Przeciwnik Czas  | Przeciwnik Czas  | Przeciwnik Czas    | Przeciwnik Czas | Przeciwnik Czas    | Przeciwnik Czas   | Pozycja | Źródło |
| --------------------------------------------------- | ----------------- | ------------- | --------------- | ---------------- | ------------------------ | --------------- | ---------------- | ---------------- | ------------------ | --------------- | ------------------ | ----------------- | ------- | ------ |
| Dienis Dmitrijew                                    | indywidualnie (m) | 9,331 77,162  | 5.              | Helal 9,859      | N/A                      | Wammes 10,127   | N/A              | Kenny 9,828      | N/A                | Paul 2-0        | Hoogland 0-2       | Carlin 0-2        | 4.      | [ 65 ] |
| Pawieł Jakuszewskij                                 | indywidualnie (m) | 9,723 74,051  | 25.             | NQ               | NQ                       | NQ              | NQ               | NQ               | NQ                 | NQ              | NQ                 | NQ                | 25.     | [ 65 ] |
| Darja Szmielowa                                     | indywidualnie (k) | 10,667 67,498 | 12.             | Wojnowa 11,396   | Godby Lee Hye-jin 11,429 | NQ              | NQ               | NQ               | NQ                 | NQ              | NQ                 | NQ                | 17.     | [ 66 ] |
| Anastasija Wojnowa                                  | indywidualnie (k) | 10,669 67,485 | 13.             | Szmielowa 11,340 | N/A                      | Genest 11,286   | Kobayashi 11,386 | Friedrich 11,252 | Genest Gros 11,063 | NQ              | NQ                 | NQ                | 10.     | [ 66 ] |
| Dienis Dmitrijew Iwan Gładyszew Pawieł Jakuszewskij | drużynowo (m)     | 43,097        | 6.              | N/A              | N/A                      | N/A             | N/A              | N/A              | N/A                | N/A             | Australia · 42,915 | Niemcy · REL      | 6.      | [ 65 ] |
| Darja Szmielowa Anastasija Wojnowa                  | drużynowo (k)     | 32,746        | 4.              | N/A              | N/A                      | N/A             | N/A              | N/A              | N/A                | N/A             | Meksyk · 32,249    | Holandia · 32,252 | brąz    | [ 66 ] |

Keirin
| Zawodnik           | Konkurencja | Runda 1 | Repesaż | Ćwierćfinał | Półfinał | Finał   | Pozycja | Źródło |
| Zawodnik           | Konkurencja | Miejsce | Miejsce | Miejsce     | Miejsce  | Miejsce | Pozycja | Źródło |
| ------------------ | ----------- | ------- | ------- | ----------- | -------- | ------- | ------- | ------ |
| Iwan Gładyszew     | mężczyźni   | 6.      | 4.      | NQ          | NQ       | NQ      | 23.     | [ 65 ] |
| Dienis Dmitrijew   | mężczyźni   | 2.      | N/A     | 6.          | NQ       | NQ      | 16.     | [ 65 ] |
| Darja Szmielowa    | kobiety     | 2.      | N/A     | 3.          | 4.       | 4.      | 10.     | [ 66 ] |
| Anastasija Wojnowa | kobiety     | 3.      | 3.      | NQ          | NQ       | NQ      | 12.     | [ 66 ] |

Madison
| Zawodnik                            | Konkurencja | Punkty | Punkty  | Punkty  | Punkty  | Pozycja | Źródło |
| Zawodnik                            | Konkurencja | Sprint | Okr.pkt | Okr.pkt | Łącznie | Pozycja | Źródło |
| ----------------------------------- | ----------- | ------ | ------- | ------- | ------- | ------- | ------ |
| Zawodnik                            | Konkurencja | Sprint | +       | -       | Łącznie | Pozycja | Źródło |
| Gulnaz Chatuncewa Marija Nowołodska | kobiety     | 6      | 20      |         | 26      | brąz    | [ 66 ] |

Omnium
| Zawodnik          | Konkurencja | Scratch | Scratch | Wyścig tempowy | Wyścig tempowy   | Wyścig tempowy | Wyścig eliminacyjny | Wyścig eliminacyjny | Wyścig punktowy | Wyścig punktowy | Wyścig punktowy | Suma punktów | Pozycja | Źródło |
| Zawodnik          | Konkurencja | Miejsce | Punkty  | Miejsce        | Punkty wyścigowe | Punkty         | Miejsce             | Punkty              | Sprint          | Okrążenia       | Miejsce         | Suma punktów | Pozycja | Źródło |
| ----------------- | ----------- | ------- | ------- | -------------- | ---------------- | -------------- | ------------------- | ------------------- | --------------- | --------------- | --------------- | ------------ | ------- | ------ |
| Marija Nowołodska | kobiety     | 12.     | 18      | 16.            | -20              | 10             | 12.                 | 18                  | 4               |                 | 12.             | 50           | 15.     | [ 66 ] |

#### Kolarstwo górskie
| Zawodnik            | Konkurencja       | Czas    | Pozycja | Źródło |
| ------------------- | ----------------- | ------- | ------- | ------ |
| Wiktorija Kirsanowa | cross-country (k) | -1 okr. | 30.     | [ 67 ] |
| Anton Sincow        | cross-country (m) | 1:27:41 | 11.     | [ 68 ] |

#### Kolarstwo BMX
Wyścig
| Zawodnik              | Konkurencja | Ćwierćfinał | Ćwierćfinał | Półfinał | Półfinał | Finał | Finał   | Pozycja | Źródło |
| Zawodnik              | Konkurencja | Wynik       | Miejsce     | Wynik    | Miejsce  | Wynik | Miejsce | Pozycja | Źródło |
| --------------------- | ----------- | ----------- | ----------- | -------- | -------- | ----- | ------- | ------- | ------ |
| Natalja Afriemowa     | kobiety     | 12          | 4.          | 15       | 5.       | NQ    | NQ      | 10.     | [ 69 ] |
| Natalia Suworowa      | kobiety     | 14          | 5.          | NQ       | NQ       | NQ    | NQ      | 19.     | [ 69 ] |
| Jewgienij Kleszczenko | mężczyźni   | 17          | 6.          | NQ       | NQ       | NQ    | NQ      | 23.     | [ 70 ] |

Freestyle
| Zawodnik               | Konkurencja        | Eliminacje | Eliminacje | Eliminacje | Eliminacje | Finał      | Finał      | Finał | Pozycja | Źródło |
| Zawodnik               | Konkurencja        | Przejazd 1 | Przejazd 2 | Średnia    | Miejsce    | Przejazd 1 | Przejazd 2 | Wynik | Pozycja | Źródło |
| ---------------------- | ------------------ | ---------- | ---------- | ---------- | ---------- | ---------- | ---------- | ----- | ------- | ------ |
| Jelizawieta Posadskich | freestyle kobiety  | 51,80      | 50,80      | 51,30      | 9.         | 63,00      | 10,20      | 63,00 | 9.      | [ 71 ] |
| Iriek Rizajew          | freestyle mężczyzn | 81,20      | 81,30      | 81,25      | 5.         | 36,30      | 82,40      | 82,40 | 6.      | [ 72 ] |

### Koszykówka 3 x 3
| Drużyna                                                           | Konkurencja  | Faza grupowa     | Faza grupowa     | Faza grupowa     | Faza grupowa            | Faza grupowa     | Faza grupowa     | Faza grupowa     | Faza grupowa | Ćwierćfinały     | Półfinały        | Finał                   | Pozycja | Źródło        |
| Drużyna                                                           | Konkurencja  | Przeciwnik Wynik | Przeciwnik Wynik | Przeciwnik Wynik | Przeciwnik Wynik        | Przeciwnik Wynik | Przeciwnik Wynik | Przeciwnik Wynik | Pozycja      | Przeciwnik Wynik | Przeciwnik Wynik | Przeciwnik Wynik        | Pozycja | Źródło        |
| ----------------------------------------------------------------- | ------------ | ---------------- | ---------------- | ---------------- | ----------------------- | ---------------- | ---------------- | ---------------- | ------------ | ---------------- | ---------------- | ----------------------- | ------- | ------------- |
| Ilia Karpienkow Kiriłł Piskłow Stanisław Szarow Aleksander Zujew  | 3×3 mężczyzn | Chiny 21-13      | Holandia 15-18   | Belgia 16-21     | Polska 16-21            | Japonia 19-16    | Łotwa 19-15      | Serbia 10-21     | 5.           | Holandia 21-19   | Serbia 21-10     | Łotwa 18-21             | srebro  | [ 73 ] [ 74 ] |
| Jewgienija Frołkina Olga Frołkina Julija Kozik Anastazja Łogunowa | 3×3 kobiet   | Japonia 21-18    | Chiny 19-9       | Mongolia 21-5    | Stany Zjednoczone 16-20 | Rumunia 21-12    | Francja 14-17    | Włochy 17-9      | 2.           | N/A              | Chiny 21-14      | Stany Zjednoczone 15-18 | srebro  | [ 75 ] [ 76 ] |

### Lekkoatletyka
Konkurencje biegowe
| Zawodnik            | Konkurencja           | Eliminacje | Eliminacje | Półfinał | Półfinał | Finał   | Finał   | Źródło |
| Zawodnik            | Konkurencja           | Wynik      | Miejsce    | Wynik    | Miejsce  | Wynik   | Miejsce | Źródło |
| ------------------- | --------------------- | ---------- | ---------- | -------- | -------- | ------- | ------- | ------ |
| Siergiej Szubienkow | 110 m przez płotki(m) | DNS        | DNS        | DNS      | DNS      | DNS     | DNS     | [ 77 ] |
| Wasilij Mizinow     | chód na 20 km (m)     | N/A        | N/A        | N/A      | N/A      | DSQ     | DSQ     | [ 78 ] |
| Elwira Chasanowa    | chód na 20 km (k)     | N/A        | N/A        | N/A      | N/A      | 1:31:58 | 16.     | [ 79 ] |

Konkurencje techniczne
| Zawodnik          | Konkurencja       | Kwalifikacje | Kwalifikacje | Finał  | Finał   | Źródło |
| Zawodnik          | Konkurencja       | Wynik        | Miejsce      | Wynik  | Miejsce | Źródło |
| ----------------- | ----------------- | ------------ | ------------ | ------ | ------- | ------ |
| Walerij Pronkin   | rzut młotem (m)   | 75,80        | 11.          | 76,72  | 8.      | [ 80 ] |
| Michaił Akimienko | skok wzwyż (m)    | 2,28         | 1.           | 2,33 = | 6.      | [ 81 ] |
| Ilja Iwaniuk      | skok wzwyż (m)    | 2,28         | 11.          | 2,30   | 9.      | [ 81 ] |
| Marija Łasickiene | skok wzwyż (k)    | 1,95         | 9.           | 2,04   | złoto   | [ 82 ] |
| Anżelika Sidorowa | skok o tyczce (k) | 4,55         | 1.           | 4,85   | srebro  | [ 83 ] |
| Darja Kliszyna    | skok w dal (k)    | NM           | -            | NQ     | NQ      | [ 84 ] |

Wieloboje
Dziesięciobój
| Zawodnik         | Konkurencja | 100 m | LJ   | SP    | HJ   | 400 m | 110H  | DT    | PV   | JT    | 1500 m  | Razem | Pozycja | Źródło |
| ---------------- | ----------- | ----- | ---- | ----- | ---- | ----- | ----- | ----- | ---- | ----- | ------- | ----- | ------- | ------ |
| Ilja Szkurieniow | Rezultat    | 10,93 | 7,59 | 14,95 | 1,99 | 48,98 | 14,43 | 47,02 | 5,10 | 60,95 | 4:34,62 | 8413  | 8.      | [ 85 ] |
| Ilja Szkurieniow | Punkty      | 876   | 957  | 787   | 794  | 862   | 920   | 809   | 941  | 752   | 715     | 8413  | 8.      | [ 85 ] |

### Łucznictwo
| Zawodnik                                            | Konkurencja       | Runda rankingowa | Runda rankingowa | 1/32             | 1/16             | 1/8                | Ćwierćfinały              | Półfinały        | Finał                    | Finał   | Źródło               |
| Zawodnik                                            | Konkurencja       | Wynik            | Miejsce          | Przeciwnik Wynik | Przeciwnik Wynik | Przeciwnik Wynik   | Przeciwnik Wynik          | Przeciwnik Wynik | Przeciwnik Wynik         | Pozycja | Źródło               |
| --------------------------------------------------- | ----------------- | ---------------- | ---------------- | ---------------- | ---------------- | ------------------ | ------------------------- | ---------------- | ------------------------ | ------- | -------------------- |
| Gałsan Bazarżapow                                   | indywidualnie (m) | 653              | 34.              | Jadhav P 0-6     | NQ               | NQ                 | NQ                        | NQ               | NQ                       | 33.     | [ 86 ] [ 87 ] [ 88 ] |
| Ksienija Pierowa                                    | indywidualnie (k) | 664              | 8.               | Ingley W 7-1     | Jager W 7-3      | Kumari P 5-7       | NQ                        | NQ               | NQ                       | 9.      | [ 89 ] [ 90 ] [ 91 ] |
| Jelena Osipowa                                      | indywidualnie (k) | 651              | 22.              | Mashayikh W 6-4  | Kroppen W 6-4    | Pitman W 6-0       | Kang Chae-young W 7-1     | Boari W 6-0      | An San P 5-6             | srebro  | [ 89 ] [ 90 ] [ 91 ] |
| Swietłana Gombojewa                                 | indywidualnie (k) | 630              | 45.              | Schloesser P 6-5 | NQ               | NQ                 | NQ                        | NQ               | NQ                       | 33.     | [ 89 ] [ 90 ] [ 91 ] |
| Ksienija Pierowa Jelena Osipowa Swietłana Gombojewa | drużynowo (k)     | 1945             | 6.               | N/A              | N/A              | Ukraina · W 6-2    | Stany Zjednoczone · W 6-0 | Niemcy · W 5-1   | Korea Południowa · P 0-6 | srebro  | [ 92 ] [ 93 ]        |
| Gałsan Bazarżapow Ksienija Pierowa                  | mikst             | 1317             | 10.              | N/A              | N/A              | Gazoz Anagöz P 2-6 | NQ                        | NQ               | NQ                       | 9.      | [ 94 ] [ 95 ]        |

### Pięciobój nowoczesny
| Zawodnik            | Konkurencja | Szermierka      | Szermierka | Szermierka | Pływanie | Pływanie | Pływanie | Jazda konna | Jazda konna | Kombinacja: strzelanie/bieg przełajowy | Kombinacja: strzelanie/bieg przełajowy | Kombinacja: strzelanie/bieg przełajowy | Suma punktów | Pozycja | Źródło |
| Zawodnik            | Konkurencja | Wynik (wygrane) | M.         | Punkty     | Czas     | M.       | Punkty   | M.          | Punkty      | Czas                                   | M.                                     | Punkty                                 | Suma punktów | Pozycja | Źródło |
| ------------------- | ----------- | --------------- | ---------- | ---------- | -------- | -------- | -------- | ----------- | ----------- | -------------------------------------- | -------------------------------------- | -------------------------------------- | ------------ | ------- | ------ |
| Uljana Bataszowa    | kobiety     | 23              | 4.         | 239        | 2:11,14  | 10.      | 288      | 8.          | 293         | 12:59,27                               | 22.                                    | 521                                    | 1341         | 9.      | [ 96 ] |
| Gulnaz Gubajdullina | kobiety     | 14              | 32.        | 184        | 2:07,31  | 1.       | 296      | EL          | 0           | 12:07,57                               | 6.                                     | 573                                    | 1053         | 32.     | [ 96 ] |
| Aleksandr Lifanow   | mężczyźni   | 25              | 2.         | 251        | 2:05,60  | 27.      | 299      | 21.         | 279         | 11:19,18                               | 16.                                    | 621                                    | 1450         | 10.     | [ 97 ] |

### Piłka ręczna
Turniej kobiet
- Reprezentacja kobiet

| - Anna Siedojkina - Polina Kuzniecowa - Polina Gorszkowa - Darja Dmitrijewa - Anna Sień - Anna Wiachiriewa - Polina Wiediochina - Władlena Bobrownikowa |  | - Ksenija Makiejewa - Jelena Michajliczenko - Olga Fomina - Jekatierina Ilina - Julija Manaharowa - Antonina Skorobogatczenko - Wiktorija Kalinina |

| Drużyna                     | Konkurencja    | Faza grupowa     | Faza grupowa     | Faza grupowa     | Faza grupowa     | Faza grupowa     | Faza grupowa | Ćwierćfinały     | Półfinały        | Finał mecz o 3. miejsce | Pozycja | Źródło        |
| Drużyna                     | Konkurencja    | Przeciwnik Wynik | Przeciwnik Wynik | Przeciwnik Wynik | Przeciwnik Wynik | Przeciwnik Wynik | Pozycja      | Przeciwnik Wynik | Przeciwnik Wynik | Przeciwnik Wynik        | Pozycja | Źródło        |
| --------------------------- | -------------- | ---------------- | ---------------- | ---------------- | ---------------- | ---------------- | ------------ | ---------------- | ---------------- | ----------------------- | ------- | ------------- |
| Rosyjski Komitet Olimpijski | turniej kobiet | Brazylia 24:24   | Szwecja 24:36    | Węgry 38:31      | Francja 28:27    | Hiszpania 34:31  | 2.           | Czarnogóra 32:26 | Norwegia 27:26   | Francja 25:30           | srebro  | [ 98 ] [ 99 ] |

### Piłka wodna
Turniej kobiet
- Reprezentacja kobiet

| - Jewgienija Gołowina - Marija Biersniewa - Jekatierina Prokofjewa - Elwina Karimowa - Wieronika Wachitowa - Anastasija Fiedotowa - Alona Sierżantowa |  | - Anastasija Simanowicz - Anna Timofiejewa - Jewgienija Sobolewa - Jewgienija Iwanowa - Nadieżda Głyzina - Anna Karnauch |

| Drużyna                     | Konkurencja    | Faza grupowa     | Faza grupowa     | Faza grupowa           | Faza grupowa     | Faza grupowa     | Ćwierćfinały  | Półfinały               | Finał mecz o 3. miejsce | Pozycja | Źródło                          |
| Drużyna                     | Konkurencja    | Przeciwnik Wynik | Przeciwnik Wynik | Przeciwnik Wynik       | Przeciwnik Wynik | Przeciwnik Wynik | Pozycja       | Przeciwnik Wynik        | Przeciwnik Wynik        | Pozycja | Źródło                          |
| --------------------------- | -------------- | ---------------- | ---------------- | ---------------------- | ---------------- | ---------------- | ------------- | ----------------------- | ----------------------- | ------- | ------------------------------- |
| Rosyjski Komitet Olimpijski | turniej kobiet | Chiny 18:17      | Węgry 10:10      | Stany Zjednoczone 5:18 | Japonia 20:16    | 3.               | Australia 9:8 | Stany Zjednoczone 11:15 | Węgry 9:11              | 4.      | [ 100 ] [ 101 ] [ 102 ] [ 103 ] |

### Pływanie
| Zawodnik | Konkurencja                          | Eliminacje | Eliminacje | Półfinał | Półfinał | Finał     | Finał   | Źródło                  |
| Zawodnik | Konkurencja                          | Czas       | Miejsce    | Czas     | Miejsce  | Czas      | Miejsce | Źródło                  |
| --- | ------------------------------------ | ---------- | ---------- | -------- | -------- | --------- | ------- | ----------------------- |
| Klimient Kolesnikow | 50 m dowolnym (m)                    | 21,88      | 10.        | 21,82    | 9.       | NQ        | NQ      | [ 104 ] [ 105 ] [ 106 ] |
| Władimir Morozow | 50 m dowolnym (m)                    | 21,92      | 12.        | 22,25    | 16.      | NQ        | NQ      | [ 104 ] [ 105 ] [ 106 ] |
| Klimient Kolesnikow | 100 m dowolnym (m)                   | 47,89      | 5.         | 47,11    | 1.       | 47,44     | brąz    | [ 107 ] [ 108 ] [ 109 ] |
| Andriej Minakow | 100 m dowolnym (m)                   | 48,00      | 7.         | 48,03    | 10.      | NQ        | NQ      | [ 107 ] [ 108 ] [ 109 ] |
| Martin Malutin | 200 m dowolnym (m)                   | 1:45,50    | 6.         | 1:45,45  | 5.       | 1:45,01   | 5.      | [ 110 ] [ 111 ] [ 112 ] |
| Iwan Giriew | 200 m dowolnym (m)                   | 1:47,11    | 24.        | NQ       | NQ       | NQ        | NQ      | [ 110 ] [ 111 ] [ 112 ] |
| Aleskandr Jegorow | 400 m dowolnym (m)                   | 3:47,71    | 17.        | N/A      | N/A      | NQ        | NQ      | [ 113 ] [ 114 ]         |
| Martin Malutin | 400 m dowolnym (m)                   | 3:49,49    | 22.        | N/A      | N/A      | NQ        | NQ      | [ 113 ] [ 114 ]         |
| Aleskandr Jegorow | 800 m dowolnym (m)                   | 7:49,97    | 13.        | N/A      | N/A      | NQ        | NQ      | [ 115 ] [ 116 ]         |
| Ilya Druzhinin | 800 m dowolnym (m)                   | 8:01,47    | 30.        | N/A      | N/A      | NQ        | NQ      | [ 115 ] [ 116 ]         |
| Kiriłł Martynyczew | 1500 m dowolnym (m)                  | 14:52,66   | 8.         | N/A      | N/A      | 14:55,85  | 6.      | [ 117 ] [ 118 ]         |
| Aleskandr Jegorow | 1500 m dowolnym (m)                  | 15:06,55   | 19.        | N/A      | N/A      | NQ        | NQ      | [ 117 ] [ 118 ]         |
| Klimient Kolesnikow | 100 m grzbietowym (m)                | 52,15      | 1.         | 52,29    | 2.       | 52,00     | srebro  | [ 119 ] [ 120 ] [ 121 ] |
| Jewgienij Ryłow | 100 m grzbietowym (m)                | 53,22      | 7.         | 52,91    | 5.       | 51,98     | złoto   | [ 119 ] [ 120 ] [ 121 ] |
| Jewgienij Ryłow | 200 m grzbietowym (m)                | 1:56,02    | 2.         | 1:54,45  | 1.       | 1:53,27   | złoto   | [ 122 ] [ 123 ] [ 124 ] |
| Grigorij Tarasiewicz | 200 m grzbietowym (m)                | 1:56,82    | 5.         | 1:57,06  | 12.      | NQ        | .       | [ 122 ] [ 123 ] [ 124 ] |
| Anton Czupkow | 100 m klasycznym (m)                 | 59,55      | 15.        | 59,93    | 16.      | NQ        | NQ      | [ 125 ] [ 126 ] [ 127 ] |
| Kiriłł Prigoda | 100 m klasycznym (m)                 | 59,68      | 16.        | 59,44    | 11.      | NQ        | NQ      | [ 125 ] [ 126 ] [ 127 ] |
| Anton Czupkow | 200 m klasycznym (m)                 | 2:08,54    | 5.         | 2:08,54  | 7.       | 2:07,24   | 4.      | [ 128 ] [ 129 ] [ 130 ] |
| Kiriłł Prigoda | 200 m klasycznym (m)                 | 2:09,21    | 9.         | 2:08,88  | 9.       | NQ        | NQ      | [ 128 ] [ 129 ] [ 130 ] |
| Andriej Minakow | 100 m motylkowym (m)                 | 51,00      | 4.         | 51,11    | 5.       | 50,88     | 4.      | [ 131 ] [ 132 ] [ 133 ] |
| Michaił Wiekowiszczew | 100 m motylkowym (m)                 | 51,89      | 18.        | NQ       | NQ       | NQ        | NQ      | [ 131 ] [ 132 ] [ 133 ] |
| Aleksandr Kudaszew | 200 m motylkowym (m)                 | 1:55,54    | 12.        | 1:55,51  | 12.      | NQ        | NQ      | [ 134 ] [ 135 ] [ 136 ] |
| Andriej Żyłkin | 200 m zmiennym (m)                   | 1:57,94    | 14.        | 1:59,05  | 15.      | NQ        | NQ      | [ 137 ] [ 138 ] [ 139 ] |
| Maxim Stupin | 200 m zmiennym (m)                   | 1:59,39    | 29.        | NQ       | NQ       | NQ        | NQ      | [ 137 ] [ 138 ] [ 139 ] |
| Maxim Stupin | 400 m zmiennym (m)                   | 4:16,21    | 18.        | N/A      | N/A      | NQ        | NQ      | [ 140 ] [ 141 ]         |
| Kiriłł Abrosimow | 10 km (m)                            | N/A        | N/A        | N/A      | N/A      | 1:54:29,3 | 19.     | [ 142 ]                 |
| Władisław Griniew Andriej Minakow Władimir Morozow Aleksandr Szczogolew Klimient Kolesnikow                                                   | sztafeta 4 × 100 m dowolnym (m)      | 3:13,13    | 8.         | N/A      | N/A      | 3:12,20   | 7.      | [ 143 ] [ 144 ]         |
| Michaił Dowgaljuk Aleksandr Krasnych Iwan Giriew Michaił Wiekowiszczew Martin Malutin Jewgienij Ryłow                                         | sztafeta 4 × 200 m dowolnym (m)      | 7:05,16    | 4.         | N/A      | N/A      | 7:01,81   | srebro  | [ 145 ] [ 146 ]         |
| Grigorij Tarasiewicz Anton Czupkow Michaił Wiekowiszczew Władisław Griniew Jewgienij Ryłow Kiriłł Prigoda Andriej Minakow Klimient Kolesnikow | sztafeta 4 × 100 m zmiennym (m)      | 3:31,66    | 3.         | N/A      | N/A      | 3:29,22   | 4.      | [ 147 ] [ 148 ]         |
| Arina Surkowa | 50 m dowolnym (k)                    | 24,52      | 9.         | 24,57    | 10.      | NQ        | NQ      | [ 149 ] [ 150 ] [ 151 ] |
| Marija Kamieniewa | 50 m dowolnym (k)                    | 24,83      | 19.        | NQ       | NQ       | NQ        | NQ      | [ 149 ] [ 150 ] [ 151 ] |
| Marija Kamieniewa | 100 m dowolnym (k)                   | 53,92      | 20.        | NQ       | NQ       | NQ        | NQ      | [ 152 ] [ 153 ]         |
| Walerija Sałamatina | 200 m dowolnym (k)                   | 1:58,33    | 16.        | 1:58,98  | 15.      | NQ        | NQ      | [ 154 ] [ 155 ] [ 156 ] |
| Wieronika Andrusienko | 200 m dowolnym (k)                   | 1:59,17    | 21.        | NQ       | NQ       | NQ        | NQ      | [ 154 ] [ 155 ] [ 156 ] |
| Anastasija Kirpicznikowa | 400 m dowolnym                       | 4:08,01    | 14.        | N/A      | N/A      | NQ        | NQ      | [ 157 ]                 |
| Anna Jegorowa | 400 m dowolnym                       | 4:08,24    | 15.        | N/A      | N/A      | NQ        | NQ      | [ 157 ]                 |
| Anna Jegorowa | 800 m dowolnym (k)                   | DNS        | DNS        | DNS      | DNS      | DNS       | DNS     | [ 158 ] [ 159 ]         |
| Anastasija Kirpicznikowa | 800 m dowolnym (k)                   | 8:18,77    | 5.         | N/A      | N/A      | 8:26,30   | 8.      | [ 158 ] [ 159 ]         |
| Anastasija Kirpicznikowa | 1500 m dowolnym (k)                  | 15:50,22   | 5.         | N/A      | N/A      | 16:00,38  | 7.      | [ 160 ] [ 161 ]         |
| Marija Kamieniewa | 100 m grzbietowym (k)                | 59,88      | 10.        | 59,49    | 10.      | NQ        | NQ      | [ 162 ] [ 163 ] [ 164 ] |
| Anastasija Fiesikowa | 100 m grzbietowym (k)                | 59,92      | 13.        | 1:00,20  | 14.      | NQ        | NQ      | [ 162 ] [ 163 ] [ 164 ] |
| Darja Ustinowa | 200 m grzbietowym (k)                | 2:13,72    | 22.        | NQ       | NQ       | NQ        | NQ      | [ 165 ]                 |
| Jewgienija Czikunowa | 100 m klasycznym (k)                 | 1:06,16    | 6.         | 1:06,47  | 7.       | 1:05,90   | 4.      | [ 166 ] [ 167 ] [ 168 ] |
| Julija Jefimowa | 100 m klasycznym (k)                 | 1:06,21    | 8.         | 1:06,34  | 6.       | 1:06,02   | 5.      | [ 166 ] [ 167 ] [ 168 ] |
| Jewgienija Czikunowa | 200 m klasycznym (k)                 | 2:22,16    | 3.         | 2:20,57  | 2.       | 2:20,88   | 4.      | [ 169 ] [ 170 ] [ 171 ] |
| Marija Temnikowa | 200 m klasycznym (k)                 | 2:23,13    | 7.         | 2:24,69  | 11.      | NQ        | NQ      | [ 169 ] [ 170 ] [ 171 ] |
| Arina Surkowa | 100 m motylkowym (k)                 | 58,02      | 14.        | 57,72    | 14.      | NQ        | NQ      | [ 172 ] [ 173 ] [ 174 ] |
| Swietłana Czimrowa | 100 m motylkowym (k)                 | 58,04      | 15.        | 57,54    | 11.      | NQ        | NQ      | [ 172 ] [ 173 ] [ 174 ] |
| Swietłana Czimrowa | 200 m motylkowym (k)                 | 2:08,84    | 6.         | 2:08,62  | 5.       | 2:0,70    | 5.      | [ 175 ] [ 176 ] [ 177 ] |
| Anastasija Kirpicznikowa | 10 km (k)                            | N/A        | N/A        | N/A      | N/A      | 2:03:17,5 | 15.     | [ 178 ]                 |
| Darja Ustinowa Arina Surkowa Jelizawieta Klewanowicz Wieronika Andrusienko                                                                    | sztafeta 4 × 100 m dowolnym (k)      | 3:38,25    | 11.        | N/A      | N/A      | NQ        | NQ      | [ 179 ] [ 180 ]         |
| Anastasija Gużenkowa Walerija Sałamatina Wieronika Andrusienko Anna Jegorowa                                                                  | sztafeta 4 × 200 m dowolnym (k)      | 7:52,04    | 5.         | N/A      | N/A      | 7:52,15   | 5.      | [ 181 ] [ 182 ]         |
| Anastasija Fiesikowa Julija Jefimowa Swietłana Czimrowa Marija Kamieniewa Jewgienija Czikunowa Arina Surkowa                                  | sztafeta 4 × 100 m zmiennym (k)      | 3:57,36    | 7.         | N/A      | N/A      | 3:56,93   | 7.      | [ 183 ] [ 184 ]         |
| Grigorij Tarasiewicz Kiriłł Prigoda Arina Surkowa Marija Kamieniewa Jewgienij Ryłow Swietłana Czimrowa                                        | sztafeta mieszana 4 × 100 m zmiennym | 3:43,73    | 7.         | N/A      | N/A      | 3:42,45   | 7.      | [ 185 ] [ 186 ]         |

### Pływanie synchroniczne
| Zawodnik | Konkurencja | Eliminacje       | Eliminacje    | Eliminacje | Eliminacje | Finał            | Finał         | Finał    | Finał   | Źródło                  |
| Zawodnik | Konkurencja | Runda techniczna | Runda dowolna | Razem      | Miejsce    | Runda techniczna | Runda dowolna | Razem    | Miejsce | Źródło                  |
| Zawodnik | Konkurencja | Punkty           | Punkty        | Punkty     | Miejsce    | Punkty           | Punkty        | Punkty   | Miejsce | Źródło                  |
| --- | ----------- | ---------------- | ------------- | ---------- | ---------- | ---------------- | ------------- | -------- | ------- | ----------------------- |
| Swietłana Kolesniczenko Swietłana Romaszyna | Duety       | 97,9000          | 97,1079       | 195,0079   | 1.         | 97,1079          | 98,8000       | 195,9079 | złoto   | [ 187 ] [ 188 ] [ 189 ] |
| Włada Czigiriowa Marina Goladkina Swietłana Kolesniczenko Polina Komar Aleksandra Packiewicz Swietłana Romaszyna Ałła Szyszkina Marija Szuroczkina | Drużyny     | N/A              | N/A           | N/A        | N/A        | 97,2979          | 98,8000       | 196,0979 | złoto   | [ 190 ] [ 191 ]         |

### Podnoszenie ciężarów
| Zawodnik       | Konkurencja      | Rwanie | Rwanie  | Podrzut | Podrzut | Razem  | Pozycja | Źródło  |
| Zawodnik       | Konkurencja      | Wynik  | Pozycja | Wynik   | Pozycja | Razem  | Pozycja | Źródło  |
| -------------- | ---------------- | ------ | ------- | ------- | ------- | ------ | ------- | ------- |
| Timur Nanijew  | -109 kg mężczyzn | 188 kg | 4.      | 221 kg  | 4.      | 409 kg | 4.      | [ 192 ] |
| Kristina Sobol | -49 kg kobiet    | DNF    | DNF     | DNF     | DNF     | DNF    | DNF     | DNF     |

### Rugby 7
Turniej kobiet
- Reprezentacja kobiet

| - Darja Noricyna - Marija Pogriebniak - Darja Szestakowa - Alona Tiron - Bajzat Chamidowa - Jana Daniłowa - Alina Artierczuk |  | - Kristina Sieriedina - Marina Kukina - Darja Łuszyna - Jelena Zdrokowa - Nadieżda Sozonowa - Anna Baranczuk |

| Drużyna                     | Konkurencja | Faza grupowa          | Faza grupowa     | Faza grupowa       | Faza grupowa | Ćwierćfinały       | Półfinały        | Finał/Mecz 3.miejsce | Pozycja | Źródło          |
| Drużyna                     | Konkurencja | Przeciwnik Wynik      | Przeciwnik Wynik | Przeciwnik Wynik   | Pozycja      | Przeciwnik Wynik   | Przeciwnik Wynik | Przeciwnik Wynik     | Pozycja | Źródło          |
| --------------------------- | ----------- | --------------------- | ---------------- | ------------------ | ------------ | ------------------ | ---------------- | -------------------- | ------- | --------------- |
| Rosyjski Komitet Olimpijski | kobiety     | Wielka Brytania 12:14 | Kenia 35:12      | Nowa Zelandia 0:33 | 3.           | Nowa Zelandia 0:36 | Australia 7:35   | Chiny 10:22          | 8.      | [ 193 ] [ 194 ] |

### Siatkówka
Turniej kobiet
- Reprezentacja kobiet

| - Darja Pilipienko - Polina Matwiejewa - Irina Korolowa - Natalja Gonczarowa - Arina Fiedorowcewa - Anna Łazariewa |  | - Jewgienija Starcewa - Irina Fietisowa - Irina Woronkowa - Anna Podkopajewa - Ksienija Smirnowa - Jekatierina Jenina |

| Drużyna | Konkurencja    | Faza grupowa     | Faza grupowa     | Faza grupowa     | Faza grupowa            | Faza grupowa     | Faza grupowa | Ćwierćfinały     | Półfinały        | Finał            | Pozycja | Źródło  |
| Drużyna | Konkurencja    | Przeciwnik Wynik | Przeciwnik Wynik | Przeciwnik Wynik | Przeciwnik Wynik        | Przeciwnik Wynik | Pozycja      | Przeciwnik Wynik | Przeciwnik Wynik | Przeciwnik Wynik | Pozycja | Źródło  |
| ------- | -------------- | ---------------- | ---------------- | ---------------- | ----------------------- | ---------------- | ------------ | ---------------- | ---------------- | ---------------- | ------- | ------- |
| Rosja   | turniej kobiet | Włochy P 0:3     | Argentyna W 3:0  | Chiny W 3:2      | Stany Zjednoczone W 3:0 | Turcja P 2:3     | 4.           | Brazylia P 1:3   | NQ               | NQ               | 7.      | [ 195 ] |

Turniej mężczyzn
- Reprezentacja mężczyzn

| - Jarosław Podlesnych - Artiom Wolwicz - Dmitrij Wołkow - Iwan Jakowlew - Dienis Bogdan - Pawieł Pankow |  | - Wiktor Poletajew - Maksim Michajłow - Jegor Kluka - Iljas Kurkajew - Igor Kobzar - Walentin Gołubiew |

| Drużyna                     | Konkurencja      | Faza grupowa     | Faza grupowa            | Faza grupowa     | Faza grupowa     | Faza grupowa     | Faza grupowa | Ćwierćfinały     | Półfinały        | Finał            | Pozycja | Źródło  |
| Drużyna                     | Konkurencja      | Przeciwnik Wynik | Przeciwnik Wynik        | Przeciwnik Wynik | Przeciwnik Wynik | Przeciwnik Wynik | Pozycja      | Przeciwnik Wynik | Przeciwnik Wynik | Przeciwnik Wynik | Pozycja | Źródło  |
| --------------------------- | ---------------- | ---------------- | ----------------------- | ---------------- | ---------------- | ---------------- | ------------ | ---------------- | ---------------- | ---------------- | ------- | ------- |
| Rosyjski Komitet Olimpijski | turniej mężczyzn | Argentyna W 3:1  | Stany Zjednoczone W 3:1 | Brazylia W 3:0   | Francja P 1:3    | Tunezja W 3:0    | 1.           | Kanada W 3:0     | Brazylia W 3:1   | Francja P 2:3    | srebro  | [ 196 ] |

#### Siatkówka plażowa
| Zawodnik                                 | Konkurencja | Faza grupowa                            | Faza grupowa                           | Faza grupowa                                      | Pozycja | Plat-off         | 1/8                                           | Ćwierćfinały                     | Półfinały                       | Finał                        | Finał   | Źródło  |
| Zawodnik                                 | Konkurencja | Przeciwnik Wynik                        | Przeciwnik Wynik                       | Przeciwnik Wynik                                  | Pozycja | Przeciwnik Wynik | Przeciwnik Wynik                              | Przeciwnik Wynik                 | Przeciwnik Wynik                | Przeciwnik Wynik             | Pozycja | Źródło  |
| ---------------------------------------- | ----------- | --------------------------------------- | -------------------------------------- | ------------------------------------------------- | ------- | ---------------- | --------------------------------------------- | -------------------------------- | ------------------------------- | ---------------------------- | ------- | ------- |
| Konstantin Siemionow Ilja Leszukow       | mężczyzni   | Herrera Gavira 2:0 (21:19, 22:20)       | McHugh Schumann 2:0 (21:14, 21:16)     | Mol Sørum 2:0 (21:19, 21:19)                      | 1.      | N/A              | M. Grimalt E. Grimalt 2:0 (21:16, 21:16)      | Mol Sørum 0:2 (17:21, 19:21)     | NQ                              | NQ                           | 5.      | [ 197 ] |
| Wiaczesław Krasilnikow Oleg Stojanowski  | mężczyzni   | Gaxiola Rubio 2:1 (24:26, 21:15, 18:16) | Pļaviņš Točs 1:2 (21:13, 19:21, 11:15) | Perušič Schweiner 2:1 (19:21, 21:13, 15:8)        | 1.      | N/A              | Herrera Gavira 2:0 (22:20, 21:17)             | Thole Wickler 2:0 (21:16, 21:19) | Cherif Ahmed 2:0 (21:19, 21:17) | Mol Sørum 0:2 (17:21, 21:18) | srebro  | [ 197 ] |
| Nadieżda Makroguzowa Swietłana Chołomina | kobiet      | Menegatti Orsi Toth 2:0 (21:18, 21:15)  | Echevarría Martínez 2:0 (21:16, 21:11) | Artacho del Solar Clancy 2:1 (21:8, 15:21, 15:12) | 1.      | N/A              | Graudiņa Kravčenoka 1:2 (21:16, 17:21, 13:15) | NQ                               | NQ                              | NQ                           | 9.      | [ 198 ] |

### Skoki do wody
| Zawodnik                             | Konkurencja                       | Preliminacje | Preliminacje | Półfinał | Półfinał | Finał  | Finał   | Źródło                  |
| Zawodnik                             | Konkurencja                       | Punkty       | Miejsce      | Punkty   | Miejsce  | Punkty | Miejsce | Źródło                  |
| ------------------------------------ | --------------------------------- | ------------ | ------------ | -------- | -------- | ------ | ------- | ----------------------- |
| Jewgienij Kuzniecow                  | trampolina 3 m indywidualnie (m)  | 444,75       | 7.           | 453,85   | 5.       | 461,90 | 5.      | [ 199 ] [ 200 ] [ 201 ] |
| Nikita Szlejcher                     | trampolina 3 m indywidualnie (m)  | 339,70       | 24.          | NQ       | NQ       | NQ     | NQ      | [ 199 ] [ 200 ] [ 201 ] |
| Aleksandr Bondar                     | wieża 10 m indywidualnie (m)      | 513,85       | 3.           | 464,10   | 3.       | 514,50 | 4.      | [ 202 ] [ 203 ] [ 204 ] |
| Wiktor Minibajew                     | wieża 10 m indywidualnie (m)      | 391,95       | 14.          | 447,50   | 5.       | 495,85 | 6.      | [ 202 ] [ 203 ] [ 204 ] |
| Jewgienij Kuzniecow Nikita Szlejcher | trampolina 3 m synchronicznie (m) | N/A          | N/A          | N/A      | N/A      | 331,08 | 8.      | [ 205 ]                 |
| Aleksandr Bondar Wiktor Minibajew    | wieża 10 m synchronicznie (m)     | N/A          | N/A          | N/A      | N/A      | 439,92 | brąz    | [ 206 ]                 |
| Marija Polakowa                      | trampolina 3 m indywidualnie (k)  | 288,55       | 13.          | 290,10   | 11.      | 284,05 | 10.     | [ 207 ] [ 208 ] [ 209 ] |
| Julija Timoszynina                   | wieża 10 m indywidualnie (k)      | 313,20       | 8.           | 319,80   | 6.       | 263,00 | 11.     | [ 210 ] [ 211 ] [ 212 ] |
| Anna Konanychina                     | wieża 10 m indywidualnie (k)      | 252,85       | 25.          | NQ       | NQ       | NQ     | NQ      | [ 210 ] [ 211 ] [ 212 ] |

### Strzelectwo
| Zawodnik                                  | Konkurencja                         | Kwalifikacje - Faza 1 | Kwalifikacje - Faza 1 | Kwalifikacje - Faza 2 | Kwalifikacje - Faza 2 | Finał | Finał   | Źródło                          |
| Zawodnik                                  | Konkurencja                         | Wynik                 | Pozycja               | Wynik                 | Pozycja               | Wynik | Pozycja | Źródło                          |
| ----------------------------------------- | ----------------------------------- | --------------------- | --------------------- | --------------------- | --------------------- | ----- | ------- | ------------------------------- |
| Władimir Maslennikow                      | karabin pneumatyczny (m)            | 629,8                 | 6.                    | N/A                   | N/A                   | 123,0 | 8.      | [ 213 ] [ 214 ]                 |
| Siergiej Kamienski                        | karabin pneumatyczny (m)            | 628,7                 | 10.                   | N/A                   | N/A                   | NQ    | NQ      | [ 213 ] [ 214 ]                 |
| Siergiej Kamienski                        | karabin małokalibrowy 3 postawy (m) | 1183-78x              | 1.                    | N/A                   | N/A                   | 464,2 | srebro  | [ 215 ] [ 216 ]                 |
| Anastasija Gałaszyna                      | karabin pneumatyczny (k)            | 628,5                 | 8.                    | N/A                   | N/A                   | 251,1 | srebro  | [ 217 ] [ 218 ]                 |
| Julija Karimowa                           | karabin pneumatyczny (k)            | 627,1                 | 13.                   | N/A                   | N/A                   | NQ    | NQ      | [ 217 ] [ 218 ]                 |
| Julija Zykowa                             | karabin małokalibrowy 3 postawy (k) | 1182-78x              | 1.                    | N/A                   | N/A                   | 461,9 | srebro  | [ 219 ] [ 220 ]                 |
| Julija Karimowa                           | karabin małokalibrowy 3 postawy (k) | 1177-61x              | 4.                    | N/A                   | N/A                   | 450,3 | brąz    | [ 219 ] [ 220 ]                 |
| Anastasija Gałaszyna Władimir Maslennikow | karabin pneumatyczny (mikst)        | 629,8                 | 4.                    | 417,0                 | 5.                    | NQ    | NQ      | [ 221 ] [ 222 ] [ 223 ] [ 224 ] |
| Julija Karimowa Siergiej Kamienski        | karabin pneumatyczny (mikst)        | 628,9                 | 6.                    | 417,1                 | 4.                    | 17    | brąz    | [ 221 ] [ 222 ] [ 223 ] [ 224 ] |
| Artiom Czernousow                         | pistolet pneumatyczny (m)           | 577-15x               | 11.                   | N/A                   | N/A                   | NQ    | NQ      | [ 225 ] [ 226 ]                 |
| Wadim Muchamietjanow                      | pistolet pneumatyczny (m)           | 573-16x               | 23.                   | N/A                   | N/A                   | NQ    | NQ      | [ 225 ] [ 226 ]                 |
| Leonid Jekimow                            | pistolet szybkostrzelny (m)         | 578-21x               | 11.                   | N/A                   | N/A                   | NQ    | NQ      | [ 227 ] [ 228 ]                 |
| Witalina Bacaraszkina                     | pistolet pneumatyczny (k)           | 582-19x               | 3.                    | N/A                   | N/A                   | 240,3 | złoto   | [ 229 ] [ 230 ]                 |
| Margarita Czernousowa                     | pistolet pneumatyczny (k)           | 565-21x               | 35.                   | N/A                   | N/A                   | NQ    | NQ      | [ 229 ] [ 230 ]                 |
| Witalina Bacaraszkina                     | pistolet sportowy (k)               | 586-23x               | 3.                    | N/A                   | N/A                   | 38+4  | złoto   | [ 231 ]                         |
| Margarita Czernousowa                     | pistolet sportowy (k)               | 508-15x               | 19.                   | N/A                   | N/A                   | NQ    | NQ      | [ 231 ]                         |
| Witalina Bacaraszkina Artiom Czernousow   | pistolet pneumatyczny (mikst)       | 581-19x               | 2.                    | 386-15x               | 2.                    | 14    | srebro  | [ 232 ] [ 233 ] [ 234 ] [ 235 ] |
| Margarita Czernousowa Anton Aristarchow   | pistolet pneumatyczny (mikst)       | 566-19x               | 15.                   | NQ                    | NQ                    | NQ    | NQ      | [ 232 ] [ 233 ] [ 234 ] [ 235 ] |
| Darja Siemjanowa                          | trap (k)                            | 116                   | 15.                   | N/A                   | N/A                   | NQ    | NQ      | [ 236 ] [ 237 ]                 |
| Jekatierina Subbotina                     | trap (k)                            | 116                   | 17.                   | N/A                   | N/A                   | NQ    | NQ      | [ 236 ] [ 237 ]                 |
| Natalja Winogradowa                       | skeet (k)                           | 120+1                 | 6.                    | N/A                   | N/A                   | 17    | 6.      | [ 238 ] [ 239 ]                 |
| Zila Batyrszyna                           | skeet (k)                           | 117                   | 15.                   | N/A                   | N/A                   | NQ    | NQ      | [ 238 ] [ 239 ]                 |
| Aleksiej Alipow                           | trap (m)                            | 120+10                | 8.                    | N/A                   | N/A                   | NQ    | NQ      | [ 240 ] [ 241 ]                 |
| Daria Siemianowa Aleksiej Alipow          | trap mikst                          | 142                   | 11.                   | N/A                   | N/A                   | NQ    | NQ      | [ 242 ] [ 243 ] [ 244 ]         |
| Jekaterina Subbotina Maksim Kabackij      | trap mikst                          | 139                   | 14.                   | N/A                   | N/A                   | NQ    | NQ      | [ 242 ] [ 243 ] [ 244 ]         |

### Szermierka
| Zawodnik                                                                     | Konkurencja              | 1/32             | 1/16                   | 1/8                  | Ćwierćfinały           | Półfinały                   | Finał/o 3. miejsce        | Finał/o 3. miejsce | Źródło  |
| Zawodnik                                                                     | Konkurencja              | Przeciwnik Wynik | Przeciwnik Wynik       | Przeciwnik Wynik     | Przeciwnik Wynik       | Przeciwnik Wynik            | Przeciwnik Wynik          | Pozycja            | Źródło  |
| ---------------------------------------------------------------------------- | ------------------------ | ---------------- | ---------------------- | -------------------- | ---------------------- | --------------------------- | ------------------------- | ------------------ | ------- |
| Władisław Mylnikow                                                           | floret indywidualnie (m) | Heroui W 15-6    | Meinhardt W 15-11      | Abu al-Kasim P 12-15 | NQ                     | NQ                          | NQ                        | 16.                | [ 245 ] |
| Anton Borodaczow                                                             | floret indywidualnie (m) | Bye              | Itkin P 11-15          | NQ                   | NQ                     | NQ                          | NQ                        | 27.                | [ 245 ] |
| Kiriłł Borodaczow                                                            | floret indywidualnie (m) | Bye              | Lee Kwang-hyun W 15-14 | Itkin W 15-13        | Cheung Ka Long P 14-15 | NQ                          | NQ                        | 8.                 | [ 245 ] |
| Władisław Mylnikow Anton Borodaczow Kiriłł Borodaczow Timur Safin            | floret drużynowo (m)     | N/A              | N/A                    | Bye                  | Hongkong · W 45-39     | Stany Zjednoczone · W 45-41 | Francja · P 28-45         | srebro             | [ 246 ] |
| Wieniamin Rieszetnikow                                                       | szabla indywidualnie (m) | Bye              | El-Sissy P 13-15       | NQ                   | NQ                     | NQ                          | NQ                        | 20.                | [ 247 ] |
| Kamil Ibragimow                                                              | szabla indywidualnie (m) | Bye              | Wagner W 15-13         | Szabo W 15-13        | Kim Jung-hwan P 14-15  | NQ                          | NQ                        | 6.                 | [ 247 ] |
| Konstantin Lochanow                                                          | szabla indywidualnie (m) | Bye              | Kim Jung-hwan P 11-15  | NQ                   | NQ                     | NQ                          | NQ                        | '24                | [ 247 ] |
| Wieniamin Rieszetnikow Kamil Ibragimow Konstantin Lochanow Dmitrij Danilenko | szabla drużynowo (m)     | N/A              | N/A                    | Bye                  | Niemcy · P 28-45       | Egipt · P41-45              | Stany Zjednoczone · W w/o | 7.                 | [ 248 ] |
| Siergiej Chodos                                                              | szpada indywidualnie (m) | Bye              | Santarelli P 10-15     | NQ                   | NQ                     | NQ                          | NQ                        | 28.                | [ 249 ] |
| Pawieł Suchow                                                                | szpada indywidualnie (m) | Steffen P 12-15  | NQ                     | NQ                   | NQ                     | NQ                          | NQ                        | 36.                | [ 249 ] |
| Siergiej Bida                                                                | szpada indywidualnie (m) | Bye              | Ramirez W 15-2         | Kanō W 15-12         | Cannone P 12-15        | NQ                          | NQ                        | 5.                 | [ 249 ] |
| Siergiej Chodos Pawieł Suchow Siergiej Bida Nikita Głazkow                   | szpada drużynowo (m)     | N/A              | N/A                    | Bye                  | Włochy · W 45-34       | Chiny · W 45-38             | Japonia · P 36-45         | srebro             | [ 250 ] |
| Inna Dierigłazowa                                                            | floret indywidualnie (k) | Bye              | Jelińska W 15-8        | Kreiss W 15-10       | Jeon Hee-sook W 15-7   | Volpi W 15-10               | Kiefer P 13-15            | srebro             | [ 251 ] |
| Łarisa Korobiejnikowa                                                        | floret indywidualnie (k) | Bye              | Boubakri W 15-3        | Thibus W 15-12       | Ryan W 15-11           | Kiefer P 6-15               | Volpi W 15-14             | brąz               | [ 251 ] |
| Adelina Zagidullina                                                          | floret indywidualnie (k) | Bye              | van Erven W 15-8       | Ryan P 9-15          | NQ                     | NQ                          | NQ                        | 10.                | [ 251 ] |
| Inna Dierigłazowa Łarisa Korobiejnikowa Adelina Zagidullina Marta Martjanowa | floret drużynowo (k)     | N/A              | N/A                    | N/A                  | Egipt · W 45-21        | Stany Zjednoczone · W 45-42 | Francja · W 45-34         | złoto              | [ 252 ] |
| Sofija Pozdniakowa                                                           | szabla indywidualnie (k) | Bye              | Gregorio W 15-12       | Yang Hengyu W 15-8   | Qian Jiarui W 15-12    | Brunet W 15-10              | Wielika W 15-11           | złoto              | [ 253 ] |
| Olga Nikitina                                                                | szabla indywidualnie (k) | Bye              | Wozniak W 15-14        | Bashta W 15-13       | Brunet P 5-15          | NQ                          | NQ                        | 7.                 | [ 253 ] |
| Sofja Wielika                                                                | szabla indywidualnie (k) | Bye              | Katona W 15-4          | Vecchi W 15-12       | Zagunis W 15-8         | Márton W 18-8               | Pozdniakowa P 11-15       | 15.                | [ 253 ] |
| Sofija Pozdniakowa Sofja Wielika Olga Nikitina                               | szabla drużynowo (k)     | N/A              | N/A                    | Bye                  | Japonia · W 45-34      | Korea Południowa · W 45-26  | Francja · W 45-41         | złoto              | [ 254 ] |
| Ajzanat Murtazajewa                                                          | szpada indywidualnie (k) | Hsieh W 14-7     | Choi In-jeong W 15-11  | Hurley W 12-11       | Kong W 15-10           | Sun Yiwen P 8-12            | Lehis P 8-15              | 4.                 | [ 255 ] |
| Wioletta Kołobowa                                                            | szpada indywidualnie (k) | Bye              | Jarecka P 11-15        | NQ                   | NQ                     | NQ                          | NQ                        | 23.                | [ 255 ] |
| Julija Liczagina                                                             | szpada indywidualnie (k) | Bye              | Navarria P 12-15       | NQ                   | NQ                     | NQ                          | NQ                        | 29.                | [ 255 ] |
| Ajzanat Murtazajewa Wioletta Kołobowa Julija Liczagina Wioletta Chrapina     | szpada drużynowo (k)     | N/A              | N/A                    | N/A                  | Włochy · P 31-33       | Polska · P 25-31            | Hongkong · P 27-28        | 8.                 | [ 256 ] |

### Taekwondo
| Zawodnik          | Konkurencja     | 1/8               | Ćwierćfinał      | Półfinał          | Repesaż          | Finał/3.miejsce     | Finał/3.miejsce | Źródło  |
| Zawodnik          | Konkurencja     | Przeciwnik Wynik  | Przeciwnik Wynik | Przeciwnik Wynik  | Przeciwnik Wynik | Przeciwnik Wynik    | Pozycja         | Źródło  |
| ----------------- | --------------- | ----------------- | ---------------- | ----------------- | ---------------- | ------------------- | --------------- | ------- |
| Michaił Artamonow | -58 kg mężczyzn | Jendoubi P 18-25  | NQ               | NQ                | Demse W 27-5     | Guzmán W 15-10      | brąz            | [ 257 ] |
| Maksim Chramcow   | -80 kg mężczyzn | Sawadogo W 13-6   | Kanaet W 22-0    | Eissa W 13-1      | N/A              | Al-Sharabaty W 20-9 | złoto           | [ 258 ] |
| Władisław Łarin   | +80 kg mężczyzn | Taufatofua W 24-3 | Trajkovič W 16-3 | Sun Hongyi W 30-3 | N/A              | Georgiewski W 15-9  | złoto           | [ 259 ] |
| Tatjana Minina    | -57 kg kobiet   | Tzeli W 15-7      | Yessouf W 15-10  | Alizadeh W 10-3   | N/A              | Zolotic P 17-25     | srebro          | [ 260 ] |

### Tenis stołowy
| Zawodnik          | Konkurencja        | Eliminacje       | Runda 1          | Runda 2          | Runda 3          | 1/8 finału       | Ćwierćfinały     | Półfinały        | Finał            | Finał   | Źródło  |
| Zawodnik          | Konkurencja        | Przeciwnik Wynik | Przeciwnik Wynik | Przeciwnik Wynik | Przeciwnik Wynik | Przeciwnik Wynik | Przeciwnik Wynik | Przeciwnik Wynik | Przeciwnik Wynik | Pozycja | Źródło  |
| ----------------- | ------------------ | ---------------- | ---------------- | ---------------- | ---------------- | ---------------- | ---------------- | ---------------- | ---------------- | ------- | ------- |
| Kiriłł Skaczkow   | gra pojedyncza (m) | Bye              | Levajac W 4-2    | Jha W 4-2        | Ovtcharov P 0-4  | NQ               | NQ               | NQ               | NQ               | 17.     | [ 261 ] |
| Jana Noskowa      | gra pojedyncza (k) | Bye              | Pavade W 4-2     | Zhang Mo P 3-4   | NQ               | NQ               | NQ               | NQ               | NQ               | 33.     | [ 262 ] |
| Polina Michajłowa | gra pojedyncza (k) | N/A              | N/A              | Liu Jia P 3-4    | NQ               | NQ               | NQ               | NQ               | NQ               | 33.     | [ 262 ] |

### Tenis ziemny
| Zawodnik                                | Konkurencja | Pierwsza runda                  | Druga runda                         | Trzecia runda                          | Ćwierćfinały                               | Półfinały                                   | Finał                                        | Finał   | Źródło  |
| Zawodnik                                | Konkurencja | Przeciwnik Wynik                | Przeciwnik Wynik                    | Przeciwnik Wynik                       | Przeciwnik Wynik                           | Przeciwnik Wynik                            | Przeciwnik Wynik                             | Pozycja | Źródło  |
| --------------------------------------- | ----------- | ------------------------------- | ----------------------------------- | -------------------------------------- | ------------------------------------------ | ------------------------------------------- | -------------------------------------------- | ------- | ------- |
| Karen Chaczanow                         | singiel (m) | Nishioka W 2-1 (3:6, 6:1, 6:2)  | Duckworth W 2-0 (7:5, 6:1)          | Schwartzman W 2-1 (6:1, 2:6, 6:1)      | Humbert W 2-1 (7:6, 4:6, 6:3)              | Carreño-Busta W 2-0 (6:3, 6:3)              | Zverev P 0-2 (3:6, 1:6)                      | srebro  | [ 263 ] |
| Daniił Miedwiediew                      | singiel (m) | Bublik W 2-0 (6:4, 7:6)         | Nagal W 2-0 (6:2, 6:1)              | Fognini W 2-1 (6:2, 3:6, 6:2)          | Carreño-Busta P 0-2 (2:6, 6:7)             | NQ                                          | NQ                                           | 5.      | [ 263 ] |
| Andriej Rublow                          | singiel (m) | Nishikori P 0-2 (3:6, 4:6)      | NQ                                  | NQ                                     | NQ                                         | NQ                                          | NQ                                           | 33.     | [ 263 ] |
| Asłan Karacew                           | singiel (m) | Paul W 2-0 (6:3, 6:2)           | Chardy P 1-2 (5:7, 6:4, 3:6)        | NQ                                     | NQ                                         | NQ                                          | NQ                                           | 17.     | [ 263 ] |
| Asłan Karacew Daniił Miedwiediew        | debel (m)   | N/A                             | Klein Polášek P 0-2 (5:7, 4:6)      | NQ                                     | NQ                                         | NQ                                          | NQ                                           | 17.     | [ 264 ] |
| Karen Chaczanow Andriej Rublow          | debel (m)   | N/A                             | Ram Tiafoe P 1-2 (7:6, 6:7, 10:12)  | NQ                                     | NQ                                         | NQ                                          | NQ                                           | 17.     | [ 264 ] |
| Anastasija Pawluczenkowa                | singiel (k) | Errani W 2-0 (6:0, 6:1)         | Friedsam W 2-0 (6:1, 6:1)           | Sorribes Tormo W 2-0 (6:1, 6:3)        | Bencic P 1-2 (0:6, 6:3, 3:6)               | NQ                                          | NQ                                           | 5.      | [ 265 ] |
| Wieronika Kudiermietowa                 | singiel (k) | Muguruza P 0-2 (5:7, 5:7)       | NQ                                  | NQ                                     | NQ                                         | NQ                                          | NQ                                           | 33.     | [ 265 ] |
| Jelena Wiesnina                         | singiel (k) | Ostapenko W 2-1 (6:4, 6:7, 6:4) | Giorgi P 0-2 (3:6, 1:6)             | NQ                                     | NQ                                         | NQ                                          | NQ                                           | 17.     | [ 265 ] |
| Jekatierina Aleksandrowa                | singiel (k) | Mertens W 2-1 (4:6, 6:4, 6:4)   | Podoroska P 0-2 (1:6, 3:6)          | NQ                                     | NQ                                         | NQ                                          | NQ                                           | 17.     | [ 265 ] |
| Wieronika Kudiermietowa Jelena Wiesnina | debel (k)   | N/A                             | Friedsam Siegemund W 2-0 (6:2, 7:5) | Bertens Schuurs W 2-1 (6:2, 3:6, 10:7) | L.Kiczenok N.Kiczenok W 2-0 (6:2, 6:1)     | Krejčíková Siniaková P 1-2 (3:6, 6:3, 6:10) | Pigossi Stefani P 1-2 (6:4, 4:6, 9:11)       | 4.      | [ 266 ] |
| Jelena Wiesnina Asłan Karacew           | mikst       | N/A                             | N/A                                 | Mladenovic Mahut W 2-0 (6:4, 6:2)      | Świątek Kubot W 2-0 (4:4, 4:6)             | Stojanović Đoković W 2-0 (7:6, 7:5)         | Pawluczenkowa Rublow P 1-2 (3:6, 7:6, 11:13) | srebro  | [ 267 ] |
| Anastasija Pawluczenkowa Andriej Rublow | mikst       | N/A                             | N/A                                 | Jurak Dodig W 2-1 (5:7, 6:4, 11:9)     | Shibahara McLachlan W 2-1 (7:6, 6:7, 10:8) | Barty Peers W 2-1 (5:7, 6:4, 13:11)         | Wiesnina Karacew W 2-1 (6:3, 6:7, 13:11)     | złoto   | [ 267 ] |

### Triathlon
| Zawodnik                                                                    | Konkurencja | Pływanie                | Zmiana 1            | Jazda na rowerze        | Zmiana 2            | Bieg                    | Czas             | Pozycja          | Źródło  |
| --------------------------------------------------------------------------- | ----------- | ----------------------- | ------------------- | ----------------------- | ------------------- | ----------------------- | ---------------- | ---------------- | ------- |
| Aleksandra Razarionowa                                                      | kobiety     | 20:17                   | 0:43                | okrążenie straty        | okrążenie straty    | okrążenie straty        | okrążenie straty | okrążenie straty | [ 268 ] |
| Anastasia Gorbunowa                                                         | kobiety     | 19:37                   | 0:45                | DNF                     | DNF                 | DNF                     | DNF              | DNF              | [ 268 ] |
| Dmitrij Polanskij                                                           | mężczyźni   | 17:40                   | 0:38                | 56:49                   | 0:31                | 33:08                   | 1:48:46          | 32.              | [ 269 ] |
| Igor Polanskij                                                              | mężczyźni   | 17:47                   | 0:41                | 58:30                   | 0:35                | 34:34                   | DSQ              | DSQ              | [ 270 ] |
| Aleksandra Razarionowa Dmitrij Polanskij Anastasia GorbunoWa Igor Polanskij | sztafeta    | 03:59 03:57 04:34 03:53 | 0:37 0:47 0:40 0:36 | 10:30 09:56 10:57 09:48 | 0:32 0:27 0:31 0:27 | 06:25 05:40 06:47 06:10 | DSQ              | DSQ              | [ 271 ] |

### Wioślarstwo
| Zawodnik                                      | Konkurencja | Eliminacje | Eliminacje | Repasaż | Repasaż | Ćwierćfinały | Ćwierćfinały | Półfinały            | Półfinały       | Finał           | Finał      | Miejsce | Źródło  |
| Zawodnik                                      | Konkurencja | Czas       | M.         | Czas    | M.      | Czas         | M.           | Czas                 | M.              | Czas            | M.         | Miejsce | Źródło  |
| --------------------------------------------- | ----------- | ---------- | ---------- | ------- | ------- | ------------ | ------------ | -------------------- | --------------- | --------------- | ---------- | ------- | ------- |
| Aleksander Wiazowkin                          | M1x         | 7:14,95    | 2.         | N/A     | N/A     | 7:20,04      | 3.           | 6:44,56 Półfinał A/B | 3.              | 6:49,09 Finał A | 5.         | 5.      | [ 272 ] |
| Ilja Kondratjew Andriej Potapkin              | M2x         | 6:16,09    | 3.         | N/A     | N/A     | N/A          | N/A          | 6:26,58              | 4.              | 6:13,73 Finał B | 1.         | 7.      | [ 273 ] |
| Hanna Prakacień                               | W1x         | 7:48,74    | 1.         | N/A     | N/A     | 7:49,64      | 1.           | 7:23,61              | 1. Półfinał A/B | 7:17,39         | 2. Finał A | srebro  | [ 274 ] |
| Jakieterina Pitirimowa Jekaterina Kuroczkkina | W2x         | 7:03,96    | 4.         | 7:13,77 | 1.      | N/A          | N/A          | 7:24,37              | 6.              | 7:01,83         | 6. Finał B | 12.     | [ 275 ] |
| Wasilisa Stiepanowa Jelena Oriabinskaja       | W2-         | 7:23,39    | 2.         | N/A     | N/A     | N/A          | N/A          | 6:50,24              | 2.              | 6:51,45         | 2. Finał A | srebro  | [ 276 ] |
| Anastasia Lebiediewa Maria Batalowa           | LW2x        | 7:07,67    | 3.         | 7:22,72 | 2.      | N/A          | N/A          | 6:45,23              | 4.              | 6:51,65         | 3. Finał B | 9.      | [ 277 ] |

### Wspinaczka sportowa
| Zawodnik            | Konkurencja | Kwalifikacje           | Kwalifikacje | Kwalifikacje | Kwalifikacje | Kwalifikacje | Finał                  | Finał      | Finał       | Finał  | Pozycja | Źródło          |
| Zawodnik            | Konkurencja | Wyniki                 | Wyniki       | Wyniki       | Punkty       | Miejsce      | Wyniki                 | Wyniki     | Wyniki      | Punkty | Pozycja | Źródło          |
| Zawodnik            | Konkurencja | Wspinaczka na szybkość | Bouldering   | Prowadzenie  | Punkty       | Miejsce      | Wspinaczka na szybkość | Bouldering | Prowadzenie | Punkty | Pozycja | Źródło          |
| ------------------- | ----------- | ---------------------- | ------------ | ------------ | ------------ | ------------ | ---------------------- | ---------- | ----------- | ------ | ------- | --------------- |
| Aleksiej Rubcow     | mężczyźni   | 16                     | 4            | 15           | 960          | 13.          | NQ                     | NQ         | NQ          | NQ     | 13.     | [ 278 ] [ 279 ] |
| Wiktorija Mieszkowa | kobiety     | 15                     | 6            | 5            | 450          | 9.           | NQ                     | NQ         | NQ          | NQ     | 9.      | [ 278 ] [ 280 ] |
| Julija Kaplina      | kobiety     | 5                      | 18           | 17           | 1530         | 17.          | NQ                     | NQ         | NQ          | NQ     | 17.     | [ 278 ] [ 280 ] |

### Zapasy
| Zawodnik              | Konkurencja                     | 1/16             | 1/8               | Ćwierćfinał              | Półfinał         | Repesaż 1        | Finał                   | Finał   | Źródło  |
| Zawodnik              | Konkurencja                     | Przeciwnik Wynik | Przeciwnik Wynik  | Przeciwnik Wynik         | Przeciwnik Wynik | Przeciwnik Wynik | Przeciwnik Wynik        | Pozycja | Źródło  |
| --------------------- | ------------------------------- | ---------------- | ----------------- | ------------------------ | ---------------- | ---------------- | ----------------------- | ------- | ------- |
| Siergiej Jemielin     | -60 kg mężczyzn styl klasyczny  | N/A              | Mahmud W 7-6      | Orta P 3-4               | NQ               | Hafizov W 7-1    | Ciobanu W 12-1          | brąz    | [ 281 ] |
| Artiom Surkow         | -67 kg mężczyzn styl klasyczny  | Bye              | Sancho W 10-4     | Nasibow P 1-1            | NQ               | Bjerrehuus W 7-0 | as-Sajjid Ibrahim P 1-1 | 5.      | [ 282 ] |
| Aleksandr Czechirkin  | -77 kg mężczyzn styl klasyczny  | N/A              | Leyva W 7-0       | Czalian P 1-12           | NQ               | NQ               | NQ                      | 7.      | [ 283 ] |
| Musa Jewłojew         | -97 kg mężczyzn styl klasyczny  | N/A              | Melia W 3-1       | Szőke W 6-2              | Michalik W 7-1   | N/A              | Aleksanian W 5-1        | złoto   | [ 284 ] |
| Siergiej Siemionow    | -130 kg mężczyzn styl klasyczny | N/A              | Ahmad W 3-1       | Kadżaia P 1-3            | NQ               | Kuosmanen W 11-0 | Acosta W 1-1            | brąz    | [ 285 ] |
| Zawur Ugujew          | -57 kg mężczyzn styl wolny      | N/A              | Gilman W 5-4      | Abdullayev W 6-6         | Atri W 8-3       | N/A              | Kumar W 7-4             | złoto   | [ 286 ] |
| Gadżymurad Raszydow   | -65 kg mężczyzn styl wolny      | N/A              | Tewanian W 6-0    | Gadżijew W 6-2           | Otoguro P 2-3    | N/A              | Musukajew W 5-2         | brąz    | [ 287 ] |
| Zaurbiek Sidakow      | -74 kg mężczyzn styl wolny      | N/A              | Midana W 12-2     | Abduraxmonov W 13-6      | Kajsanow W 11-0  | N/A              | Kadimagomiedow W 7-0    | złoto   | [ 288 ] |
| Artur Najfonow        | -86 kg mężczyzn styl wolny      | N/A              | Makojew W 6-0     | Göçen W 12-1             | Jazdani P 1-7    | N/A              | Szapijew W 2-0          | brąz    | [ 289 ] |
| Abdułraszyd Sadułajew | -97 kg mężczyzn styl wolny      | N/A              | Şərifov W 5-0     | Odikadze W 10-0          | Salas W 4-0      | N/A              | Snyder W 6-3            | złoto   | [ 290 ] |
| Siergiej Kozyriew     | -125 kg mężczyzn styl wolny     | N/A              | Deng Zhiwei P 1-4 | NQ                       | NQ               | NQ               | NQ                      | 11.     | [ 291 ] |
| Stalwira Orszusz      | -50 kg kobiet styl wolny        | N/A              | Stadnik P 7-11    | NQ                       | NQ               | NQ               | NQ                      | 10.     | [ 292 ] |
| Olga Choroszawcewa    | -53 kg kobiet styl wolny        | N/A              | Winchester P 4-7  | NQ                       | NQ               | NQ               | NQ                      | 10.     | [ 293 ] |
| Walerija Kobłowa      | -57 kg kobiet styl wolny        | N/A              | Valencia W 5-2    | Kuraczkina P 3-6         | NQ               | Malik W 5-1      | Nikołowa P 0-5          | 5.      | [ 294 ] |
| Lubow Owczarowa       | -62 kg kobiet styl wolny        | N/A              | Kawai P 0-10      | NQ                       | NQ               | Johansson W 8-7  | Mustafa P 0-10          | 5.      | [ 295 ] |
| Chanum Wielijewa      | -68 kg kobiet styl wolny        | N/A              | Lappage W 7-0     | Batceceg P 5-8           | NQ               | NQ               | NQ                      | 8.      | [ 296 ] |
| Natalja Worobjowa     | -76 kg kobiet styl wolny        | N/A              | Hamza W 16-12     | Ajperi Medet kyzy P 0-12 | NQ               | NQ               | NQ                      | 7.      | [ 297 ] |

### Żeglarstwo
| Zawodnik                      | Konkurencja  | Wyścig | Wyścig | Wyścig | Wyścig | Wyścig | Wyścig | Wyścig | Wyścig | Wyścig | Wyścig | Wyścig | Wyścig | Wyścig | Punkty | Finałowa pozycja | Źródło  |
| Zawodnik                      | Konkurencja  | 1      | 2      | 3      | 4      | 5      | 6      | 7      | 8      | 9      | 10     | 11     | 12     | M*     | Punkty | Finałowa pozycja | Źródło  |
| ----------------------------- | ------------ | ------ | ------ | ------ | ------ | ------ | ------ | ------ | ------ | ------ | ------ | ------ | ------ | ------ | ------ | ---------------- | ------- |
| Jekaterina Zjuzina            | Laser Radial | 15     | 31     | 35     | 12     | 31     | 22     | 45 BFD | 18     | 8      | 26     | N/A    | N/A    | NQ     | 198    | 27.              | [ 298 ] |
| Anna Chworikowa               | RS:X         | 18     | 10     | 5      | 26     | 23     | 24     | 25     | 25     | 25     | 20     | 23     | 26     | NQ     | 224    | 22.              | [ 299 ] |
| Siergiej Komissarow           | Laser        | 24     | 16     | 7      | 6      | 15     | 6      | 13     | 7      | 4      | 29     | N/A    | N/A    | NQ     | 98     | 11.              | [ 300 ] |
| Pawieł Sozikin Denis Gribanow | 470          | 14     | 13     | 6      | 12     | 16     | 6      | 6      | 10     | 9      | 12     | N/A    | N/A    | NQ     | 90     | 12.              | [ 301 ] |
| Aleksandr Askierow            | RS:X         | 19     | 18     | 17     | 20     | 26 DNF | 16     | 20     | 15     | 19     | 22     | 19     | 23     | NQ     | 208    | 19.              | [ 302 ] |

M – Wyścig medalowy